# 埼玉県
埼玉県（さいたまけん）は、日本の関東地方に位置する県。県庁所在地はさいたま市。

## 概要
首都圏を構成し、都道府県別の人口は東京都、神奈川県、大阪府、愛知県に次ぐ全国第5位であり、総人口の約5.91%を占める。人口密度は東京都、大阪府、神奈川県に次ぐ第4位である。県の財政力指数は全国第6位（令和2年度）。令制国の武蔵国の一部に相当する。面積は第39位（令和4年10月）で、可住地面積比率は第2位の規模である（令和2年10月）。村は東秩父村の1村のみである。県域は旧国名の武蔵国の北部であり、関東地方では神奈川県以外の1都4県に接する。また、中部地方では長野県、山梨県にも接する。隣に接する県の数は、長野県に次ぐ2位。
日本で8つある内陸県の一つである。貿易港や臨海工業地帯を有さないものの、人口は約734万人と全国5位であり、内陸県としては最多である。東南部は東京23区に隣接しており、東京から放射状に伸びた交通網（特に鉄道路線）に沿って首都のベッドタウン・衛星都市が形成されている。2020年国勢調査によると、埼玉県は昼夜間人口比率が87.6%と、全都道府県の中でも最も数値が低く、東京への通勤・通学者が非常に多い（「埼玉都民」も参照）。
2001年に当時の浦和市・大宮市・与野市が合併して誕生したさいたま市の人口は約135.0万人で、海に面しない都市としては非常に人口が多い。内陸県としては最も人口が多く、さいたま市は内陸県としては唯一の政令指定都市である。東京から北海道地方、東北地方、北関東地方、信越地方、北陸地方に至る道路・鉄道が多数通る。特に大宮駅（さいたま市大宮区）は、各地方への新幹線や在来線が通過する日本屈指のターミナル駅であり、鉄道博物館が設定されているなど、鉄道の要衝として知られている。一方で東京都方面への交通が発達しているものの、埼玉県内の東西方向の交通はJR武蔵野線などに限られている。
県土の大部分は関東平野の一部を成す平地である。また、面積に占める河川の割合が多く、水の都と呼ばれる大阪府を上回り、全都道府県で最大の約3.9%となっている。北部には豊かな農地が広がる。また、県西部の秩父地域は山地や丘陵である。農業産出額は第20位（2020年）である が、北部では近郊農業が盛であり、ネギやホウレンソウ、さといも、こまつな、かぶなどの農作物は産出額が全国3位以内に入る。

### 県名の由来
律令制下の埼玉郡の名に因む。「埼玉」は古くは「前玉」（さきたま）と書かれていたことが知られ、飛鳥時代の史料にも見える。行田市のさきたま古墳公園が県名発祥の地とされる。地名の語源の詳細については埼玉郡#郡名の由来を参照。
明治維新の1869年（明治2年）1月28日、廃藩置県によって大宮県が設置され、8か月後の同年9月には浦和県に改称し、さらに岩槻県・忍県と合併し新たな県（現在の埼玉県の東側約3分の1）が設定された。この際、県庁が埼玉郡岩槻町（現：さいたま市岩槻区）に置かれる予定であったためその郡名から埼玉県と名付けられた。なお、岩槻町には県庁に適した建物が無かったため、県庁業務は足立郡浦和宿（現：さいたま市浦和区）の旧浦和県庁舎で行われた。
一方、現在の埼玉県の西側約3分の2に当たる地域は入間県となり、その後群馬県と合併して熊谷県となるが、熊谷県はわずか3年で解消され、旧入間県地域は旧埼玉県と合併して現在の埼玉県が誕生した。
なお、1890年（明治23年）9月25日には、勅令により正式に北足立郡浦和町が県庁所在地となり現在に至る。そのため、埼玉郡に県庁が置かれたことは結局一度も無かった。

## 地理
旧律令国においては、現在の埼玉県の領域は大部分が武蔵国に含まれており、東端部の江戸川沿いの一部地域が下総国に含まれていた。武蔵国には東京都、および神奈川県の北東部も含まれることから、埼玉県は武蔵国の中部・北部にあたると言える。
埼玉県の形状は東西約103 km、南北約52 kmと東西方向に長い。日本の都道府県中面積が9番目に狭いが、最も狭い都道府県である香川県の約2倍の面積を有する。また周囲は7都県と隣接し、長野県の8県に次いで多い。
県の東側では江戸川を境に千葉県に接し、北東側には茨城県・栃木県ともわずかに接する。北側および北西側はおおむね利根川、神流川（利根川の支流）といった河川、および荒川・神流川の分水嶺を境として群馬県に接している。南側はほぼ東西に真っ直ぐに東京都・山梨県と接している。この南境は、西部では荒川と多摩川あるいは笛吹川の分水嶺にあたるが、東部では一部が荒川となっている他は河川や分水嶺などの地形に見いだすことは難しい。
埼玉県の地形は、児玉・小川・飯能を走る八王子構造線によって、その東側の平地部と西側の山岳部に分けられる。東側の平地部は古来利根川や荒川、入間川などの流域であり、低地や台地（北武蔵台地、武蔵野台地、大宮台地など）が広がるほか、一部に丘陵（比企丘陵など）もみられる。江戸時代、徳川家康により現在の古利根川の流路に近かった利根川の流路は、渡良瀬川（現在の江戸川の流路に近い）、ついで鬼怒川（毛野川）に導かれ、また現在の元荒川の流路に近かった荒川の流路は入間川に導かれ、現在の河川形態となった（利根川東遷事業）。西側の山地部は関東山地に含まれ、その中央部に秩父盆地がある。秩父盆地東側の比較的標高の低い山塊は特に外秩父山地とも呼ばれる。西側の長野県境は日本海側との分水嶺を形成しており、その南端に位置する甲武信ヶ岳は千曲川、荒川、笛吹川（富士川の支流）の源流であるとともに、埼玉県・長野県・山梨県の県境となっている。その北には県最高峰である三宝山（2,483m）がある。
中央部・西部・東部の南側の地域は首都である東京に近く、近代以降の大都市圏の拡大に伴い、1970年代を中心に急激な人口流入と都市化をみてきた。このようにして形成された市街地は、その多くがスプロール現象によるものであり、このような地域では現在も道路などの社会基盤の整備に難を抱える。
県内は首都高速道路・東京外環自動車道（外環道）・関越自動車道・東北自動車道・常磐自動車道・首都圏中央連絡自動車道（圏央道）といった高速道路が多数整備されているが、一般道については北部以外は十分に整備されていない地域が多く、自動車の増加や大規模商業施設の郊外立地化に伴い各地で道路渋滞が慢性・深刻化しており、混雑度は都道府県ワースト2位となっている（2021年度）。
県内には全国最多となる40の市があり、130万人都市であるさいたま市を筆頭に50万人都市の川口市、30万人都市の川越市・所沢市・越谷市が南部に集中するほか、20万人都市が3市、10万人都市が14市と同等の人口を持つ自治体が多数存在することも特徴として挙げられる（2020年国勢調査時点）。政令指定都市のさいたま市は合併前に旧浦和市と旧大宮市が業務核都市に指定されており、20世紀末に国などの関東地方出先機関が集まるさいたま新都心が誕生したことも重なり東京のベッドタウンでありながら関東地方において独自の重要性を持つ地域になりつつある。都営地下鉄大江戸線の東所沢駅方面への延伸 や埼玉高速鉄道線のさいたま市岩槻区方面への延伸 も構想されている。
埼玉県は、場面や分野に応じて北関東に区分される場合もあれば南関東に区分される場合もある。また、埼玉県は千葉県や東京都、神奈川県とともに「東京圏」を構成し、相互の通勤・通学などの流動が多いことなどを重視し、南関東に区分されることが多いが、衆議院議員総選挙における比例ブロックにおいては北関東に区分されている。

### 地形
県東部は関東平野のほぼ中央部に位置しており、全体的に低地で平坦な土地が広がる。利根川の分流（派川）である江戸川と利根川水系の中川が流れている他、それらの支流も数多く流れている。河床勾配が緩く、蛇行している川も多数流れることから洪水が起きやすい地域であったが、首都圏外郭放水路や権現堂調節池（行幸湖）、大相模調節池などが建設され、現在も利根川中流と江戸川上流の堤防を拡幅強化する首都圏氾濫区域堤防強化対策などの治水事業が行われており、浸水被害は減ってきている。利根川と荒川に挟まれた地域には本庄台地や櫛挽台地からなる北武蔵台地が、荒川と中川に挟まれた地域は大宮台地が南北に広がっている。
県中部も関東平野のほぼ中央部西寄りに位置しており、荒川が流れており、荒川から西にかけて武蔵野台地、入間台地、高坂台地、東松山台地、江南台地などの台地が広がっている。ただし、台地に挟まれた地域は、荒川の支流である不老川、入間川などが流れており、周辺と比較すると標高が低い。そのため実際に令和元年東日本台風では荒川水系入間川流域の複数の河川で決壊・洪水被害も発生している。さらに西へ進むと狭山丘陵、加治丘陵、岩殿丘陵、比企丘陵などの丘陵が点在し、西に進むにつれて標高が高くなっている。
県西部は関東山地が広がっており、秩父山地に囲まれた地域では秩父地方（秩父盆地）を形成している。
| 分類             | 地名 |
| ---------------- | --- |
| 平地             | 秩父盆地、関東平野（武蔵野台地、大宮台地、入間台地、江南台地、高坂台地、東松山台地、本庄台地、櫛挽台地） |
| 丘陵             | 岩殿丘陵、狭山丘陵、比企丘陵、加治丘陵 |
| 山地             | 関東山地、秩父山地、奥秩父山地 |
| 主な山           | 甲武信ヶ岳、三宝山、雲取山、宝登山、両神山、伊豆ヶ岳、武甲山、三峰山、木賊山、飛竜山、和名倉山、大平山、奥秩父山塊                                                                                           |
| 河川             | 荒川、入間川、芝川、鴨川、鴻沼川、綾瀬川、利根川、中川、笹目川、新河岸川、大落古利根川、元荒川、高麗川、霞川、江戸川、黒目川、成木川、伝右川、渡良瀬川、垳川、神流川、新方川、不老川、都幾川、柳瀬川         |
| 湖・湖沼・用水路 | 秩父湖、秩父さくら湖、奥秩父もみじ湖、西秩父桃湖、狭山湖、円良田湖、玉淀湖、神流湖、彩湖、宮沢湖、鎌北湖、名栗湖、別所沼、白幡沼、伊佐沼、武蔵水路、見沼代用水、野火止用水、利根大堰、六堰、首都圏外郭放水路 |

### 自然公園
| 分類         | 公園 |
| ------------ | --- |
| 国立公園     | 秩父多摩甲斐国立公園 |
| 国営公園     | 国営武蔵丘陵森林公園 |
| 県立自然公園 | 埼玉県立狭山自然公園、奥武蔵自然公園、黒山自然公園、埼玉県立長瀞玉淀自然公園、比企丘陵自然公園、上武自然公園、武甲自然公園、安行武南自然公園、両神自然公園、西秩父自然公園 |

### 隣接都道府県
埼玉県は隣接都県数が7都県と多く、関東地方内では神奈川県を除く1都4県と接している。長野県は未舗装道路の中津川林道（長野県側は舗装済）のみでしか直接的な行き来は出来ず、さらに冬季や夜間は通行止めとなっている（詳しくは中津川林道の項目を参照）。山梨県も雁坂トンネル有料道路でしかアクセス出来ず、また長大トンネルの規制により危険物搭載車両は山梨県と直通できない。鉄道では東京都及び千葉・群馬・茨城県との県境を直接行き来している。
| 都府県 | 市区町村 |
| ------ | --- |
| 茨城県 | 古河市、猿島郡五霞町 |
| 群馬県 | 伊勢崎市、太田市、藤岡市、高崎市、多野郡上野村、多野郡神流町、佐波郡玉村町、邑楽郡大泉町、邑楽郡千代田町、邑楽郡明和町、邑楽郡板倉町         |
| 千葉県 | 松戸市、流山市、野田市 |
| 東京都 | 北区、板橋区、練馬区、足立区、葛飾区、清瀬市、西東京市、東大和市、東久留米市、武蔵村山市、東村山市、青梅市、西多摩郡瑞穂町、西多摩郡奥多摩町 |
| 栃木県 | 栃木市 |
| 長野県 | 南佐久郡川上村 |
| 山梨県 | 甲州市、山梨市、北都留郡丹波山村 |

### 気候
秩父地方は中央高地式気候、それ以外の地域は太平洋側気候である。また、内陸県であるため内陸性の気候も見られる。そのため冬季は全体的に冷え込みが厳しく、東京特別区や横浜市、千葉市などとは異なり毎日のように氷点下を記録する地域が多い。中でも秩父地方は特に冷え込みが厳しく、厳冬期は-10℃近くまで冷え込むこともある。一方、夏季は他県と比較して全体的に暑さが厳しく県内のほぼ全域で猛暑日がみられ、熊谷や越谷、鳩山町などでは日本国内でも屈指の酷暑となり、40℃を超える気温も観測されている。降水量は全般的に少ないが、特に冬季の降水量が非常に少ない。
- 西部山間部・秩父地方 ･･･ 秩父盆地は典型的な内陸性の気候で冬寒く、夏は暑くなる。一年を通して日較差が大きく、冬は秩父市内でも氷点下8度を下回る気温も珍しくないほどに冷え込み、1954年1月27日には-15.8℃の低温を記録した[12]。しかし、近年は都市化の影響などでの温暖化が著しく、1月平均最低気温は-3.8℃となっている[13]。夏は日中はかなり暑くなり、埼玉県の他地域と同様猛暑日が多いが、熱帯夜は非常に稀である。冬季は南岸低気圧の接近により、他地域が雨の場合も秩父地方は雪となることがほとんどであり、稀に30cm前後の積雪を記録することもある。2001年と2005年には秩父市の年間降雪量が200cmを超えるなど[14]、関東地方の都市の中では雪の多い地域である。秩父山地ではしばしば大雪となることもある。秋、春においても朝晩の気温はかなり下がるのが特徴である。
- 北西部平野部・上武 ･･･ 熊谷市や深谷市などの群馬県との県境に連なる北部平野部は、夏は暑さの厳しい埼玉県内でも特に暑くなる地域で、しばしば40℃近い酷暑となることもあるなど日本一暑い地域の一つとなっている。2007年と2018年、熊谷市で、最高気温40.9℃と41.1℃を記録し、日本国内観測史上最高記録を初めて2回更新した[15][16][17]。また、冬は内陸の割には、最低気温が比較的高い。冷えても氷点下5℃前後である。これは、夜になっても季節風がおさまりにくいためで、南部や東部よりも高くなることも多い。実際、熊谷の1月最低平均気温は-0.4℃[18] とさいたま市の-1.1℃[19] よりも高い。降雪についても南岸低気圧が当地域に到達しにくいため、関東地方の中でも少ないほうである。

- さいたま市・南部 ･･･ 北部ほどではないが、夏の暑さが厳しい。2007年に越谷市街地で40.4℃を記録し[20]、さいたま市でも2018年に39.3℃を観測している[21]。冬は、朝晩は放射冷却の影響を受けやすいため北部よりも気温が下がることも多く、氷点下7℃前後の冷え込みとなることもある。さいたま市は2018年には-9.8℃まで下がった[21]。さいたま市は1月の平均最低気温は-1.1℃と低く[19]、2月半ばまではほぼ連日冬日となる。
- 北東部 ･･･ 行田市以東、鴻巣市・久喜市以北の利根地域に位置する地域は北西部ほどではないものの、夏の暑さが厳しく38℃前後まで上がることもある。2022年に久喜市で39.2℃を観測した[22]。冬は放射冷却が関東平野のほぼ中央に位置する県東部の中でも、より中央に位置する関係もあって顕著で、近隣の熊谷市や、約50 km北の栃木県の県庁所在地で都市化の影響はあるものの宇都宮市よりも気温が低くなることが多く、栃木県南部同様に氷点下8℃前後の冷え込みになることもある。久喜市では過去に-10℃以下を観測している[22]。
- 西部 ･･･ 比較的標高が高い丘陵地帯・武蔵野台地に位置しているために、北部や東部、南部の平野部と比較し、より内陸性の気候を有している。夏季は暑く、冬季は寒い。特に鳩山町は岩殿丘陵に囲まれた盆地状の地形であることから関東平野部でも冷え込みの激しい地点となり、1月の平均最低気温は-4.0℃であり[23]、21世紀に入っても-10℃以下を観測している[24]。一方で夏の暑さも厳しく、全国一の日最高気温を記録することもある。2020年8月11日に40.2℃を観測した[24]。この地域は南岸低気圧による大雪となることもしばしばで、全体的には県南部や東部と比較し、東京の多摩地域の気候と類似性が見られる。気象庁の統計によると所沢のアメダス地点は気温の日較差や年較差がほかの地点よりもやや小さいが、これは観測露場が狭山湖畔に設置されているという局所的な影響が大きいからである。そのため、夏の最高気温は約1℃低く、冬の最低気温は約2℃高く観測されている。

| 久喜 気象庁 久喜 | 熊谷 気象庁 熊谷 | 秩父 気象庁 秩父 | 鳩山 気象庁 鳩山 | さいたま 気象庁 さいたま | 所沢 気象庁 所沢 |

| 平年値 （月単位） | 平年値 （月単位） | 秩父          | 北部          | 北部          | 西部          | 西部          | 東部・南部    | 東部・南部     | 東部・南部    |
| 平年値 （月単位） | 平年値 （月単位） | 秩父          | 寄居          | 熊谷          | 鳩山          | 所沢          | 久喜          | 越谷           | さいたま      |
| ----------------- | ----------------- | ------------- | ------------- | ------------- | ------------- | ------------- | ------------- | -------------- | ------------- |
| 平均 気温 (℃)     | 最暖月            | 25.5 （8月）  | 26.0 （8月）  | 27.1 （8月）  | 26.3 （8月）  | 26.2 （8月）  | 26.7 （8月）  | 27.1 （8月）   | 27.0 （8月）  |
| 平均 気温 (℃)     | 最寒月            | 1.8 （1月）   | 3.1 （1月）   | 4.3 （1月）   | 2.6 （1月）   | 3.7 （1月）   | 3.6 （1月）   | 4.2 （1月）    | 3.9 （1月）   |
| 降水量 (mm)       | 最多月            | 236.7 （9月） | 210.3 （9月） | 198.2 （9月） | 218.5 （9月） | 233.2 （9月） | 199.2 （9月） | 203.4 （10月） | 202.8 （9月） |
| 降水量 (mm)       | 最少月            | 30.7 （12月） | 28.3 （12月） | 30.9 （12月） | 35.2 （2月）  | 47.0 （2月）  | 38.6 （2月）  | 47.5 （2月）   | 39.6 （2月）  |

## 地域
埼玉県には、40の市、22の町、1つの村がある。市の数40は日本の都道府県で最多、市町村数63は北海道、長野県に次いで日本国内第3位である。なお、町はいずれも「まち」、村は「むら」と読む。

### 郡・旧郡による区分

埼玉県 地域区分図（郡・旧郡による区分）

埼玉県には1896年以来、以下の9つの郡がおかれている。郡に含まれる地域は、市制施行や市町村合併に伴い次第に縮小しているが、現在属する郡、および過去に属していた郡による地域区分が、「○○地方」「○○地区」「○○郡市」といった名称で、教育行政などの分野で用いられることがある。（例：埼玉県内公共図書館等横断検索 ）
県東部の埼玉郡（特に南埼玉郡）と北葛飾郡については、埼葛といった名称で、区分され用いられることもある。（例：埼葛広域農道、さいかつ農業協同組合、埼葛斎場組合など）
- 北足立郡
- 入間郡
- 比企郡
- 秩父郡
- 児玉郡
- 大里郡（大里地域）
- 北埼玉郡
- 南埼玉郡
- 北葛飾郡

### 10地域区分

埼玉県 地域区分図（10地域区分）

県の5か年計画で用いられているほか、2010年4月より、この10地域区分に基づく二次保健医療圏の再編が行われ、名称もプランに合わせる形で変更となった。2008年4月、上記の「地域創造センター」と「産業労働センター」とを再編する形で、政令指定都市であるさいたま市1市でなるさいたま地域を除く9地域それぞれに、「地域振興センター」が設置された。また、県の5か年計画では、都心からのおおむねの距離に基づいて県南、県南・圏央道・県北の3つのゾーンに大きく区分している。
| 地域区分     | 地域区分 | 構成自治体 |
| 3ゾーン      | 10地域   | 構成自治体 |
| ------------ | -------- | --- |
| 県南ゾーン   | 南部     | 川口市・蕨市・戸田市 |
| 県南ゾーン   | 南西部   | 朝霞市・志木市・和光市・新座市・富士見市・ふじみ野市・三芳町                                                               |
| 県南ゾーン   | 東部     | 春日部市・草加市・越谷市・八潮市・三郷市・吉川市・松伏町                                                                   |
| 県南ゾーン   | さいたま | さいたま市 |
| 圏央道ゾーン | 県央     | 鴻巣市・上尾市・桶川市・北本市・伊奈町                                                                                     |
| 圏央道ゾーン | 川越比企 | 川越市・東松山市・坂戸市・鶴ヶ島市・毛呂山町・越生町・滑川町・嵐山町・小川町・川島町・吉見町・鳩山町・ときがわ町・東秩父村 |
| 圏央道ゾーン | 西部     | 所沢市・飯能市・狭山市・入間市・日高市                                                                                     |
| 圏央道ゾーン | 利根     | 行田市・加須市・羽生市・久喜市・蓮田市・幸手市・白岡市・宮代町・杉戸町                                                     |
| 県北ゾーン   | 北部     | 熊谷市・本庄市・深谷市・美里町・神川町・上里町・寄居町                                                                     |
| 県北ゾーン   | 秩父     | 秩父市・横瀬町・皆野町・長瀞町・小鹿野町                                                                                   |

### 5地域区分
県の一部サイトなどでみられる区分である。
| 地域区分 | 構成自治体 |
| -------- | --- |
| 東部     | 春日部市・加須市・行田市・久喜市・越谷市・幸手市・白岡市・杉戸町・草加市・蓮田市・羽生市・松伏町・三郷市・宮代町・八潮市・吉川市                                                                                                 |
| 中央     | 上尾市・伊奈町・桶川市・川口市・北本市・鴻巣市・さいたま市・戸田市・蕨市 |
| 北部     | 上里町・神川町・寄居町・深谷市・熊谷市・本庄市・美里町 |
| 西部     | 朝霞市・入間市・小川町・越生町・川越市・川島町・坂戸市・狭山市・志木市・鶴ヶ島市・ときがわ町・所沢市・滑川町・新座市・鳩山町・飯能市・東秩父村・東松山市・日高市・ふじみ野市・富士見市・三芳町・毛呂山町・吉見町・嵐山町・和光市 |
| 秩父     | 秩父市・小鹿野町・長瀞町・皆野町・横瀬町 |

### 気象庁による区分
気象庁では、県内を以下の通り区分して、気象情報を発表している。
- 南部
  - 南中部（さいたま市・川越市を中心としてその南北に接する市町を纏めたもの、北端は北本市と川島町、南端は東京都との境）
  - 南東部（さいたま市よりも東側にある市町と蓮田市・白岡市・宮代町・杉戸町・幸手市）
  - 南西部（川越市よりも西側にあって秩父地方に属さない市町）
- 北部
  - 北東部（行田市、羽生市、加須市、久喜市、鴻巣市）
  - 北西部（大里・比企・児玉郡の地域に東秩父村を加え、川島町を除いたもの）
- 秩父地方（東秩父村を除く）

### 市町村一覧
太字は地域振興センター所在市町村である。なお、さいたま市は政令指定都市であるため、太字の行政区が市役所所在地である。
| 地域                             | 市区町村                                                                                 | 説明 |
| -------------------------------- | ---------------------------------------------------------------------------------------- | --- |
| さいたま地域                     | - さいたま市                                                                             | 埼玉県の県庁所在地にして、県内・内陸県唯一の政令指定都市でもある。2001年5月1日に浦和市・大宮市・与野市の3市の合併により新設され、2003年4月1日に政令指定都市に移行する。2005年4月1日には岩槻市を編入して現在の市域となった。 もともと県庁所在地であった旧浦和市（現桜区・浦和区・南区・緑区）時代から県政の中枢地として機能している。人口においても旧浦和市、現さいたま市ともに県内1位。また、鉄道の町として栄えた旧大宮市（現西区・北区・大宮区・見沼区）は商業都市としてにぎわっている。京浜東北線沿いの浦和区、南区、中央区を中心に高い人口密度の市街地が連なり（2020年国勢調査）、夜間人口密度は浦和区、南区、中央区の順に、日中人口密度は浦和区、大宮区、中央区の順で高くなっている(2015年国勢調査)。江戸時代以降、浦和以北では、大宮台地（浦和大宮支台）上に中山道が通りここに浦和宿と大宮宿が成立、この宿場がそれぞれ旧浦和市と旧大宮市の中心部分を形成し、両者を京浜東北線などが南北に貫いている。西には荒川が、東には元荒川が流れる。 またJリーグクラブである浦和レッドダイヤモンズとRB大宮アルディージャの本拠地があり、特に旧浦和市はサッカーの街としても著名である。 |
| さいたま地域                     | - 西区 - 北区 - 大宮区 - 見沼区 - 中央区 - 桜区 - 浦和区 - 南区 - 緑区 - 岩槻区          | 埼玉県の県庁所在地にして、県内・内陸県唯一の政令指定都市でもある。2001年5月1日に浦和市・大宮市・与野市の3市の合併により新設され、2003年4月1日に政令指定都市に移行する。2005年4月1日には岩槻市を編入して現在の市域となった。 もともと県庁所在地であった旧浦和市（現桜区・浦和区・南区・緑区）時代から県政の中枢地として機能している。人口においても旧浦和市、現さいたま市ともに県内1位。また、鉄道の町として栄えた旧大宮市（現西区・北区・大宮区・見沼区）は商業都市としてにぎわっている。京浜東北線沿いの浦和区、南区、中央区を中心に高い人口密度の市街地が連なり（2020年国勢調査）、夜間人口密度は浦和区、南区、中央区の順に、日中人口密度は浦和区、大宮区、中央区の順で高くなっている(2015年国勢調査)。江戸時代以降、浦和以北では、大宮台地（浦和大宮支台）上に中山道が通りここに浦和宿と大宮宿が成立、この宿場がそれぞれ旧浦和市と旧大宮市の中心部分を形成し、両者を京浜東北線などが南北に貫いている。西には荒川が、東には元荒川が流れる。 またJリーグクラブである浦和レッドダイヤモンズとRB大宮アルディージャの本拠地があり、特に旧浦和市はサッカーの街としても著名である。 |
| 南部地域                         | - 川口市 - 蕨市 - 戸田市                                                                 | 北足立郡の南部に属していた地域が該当する。中心となる川口市（中核市）は超高層マンションが林立し、政令指定都市以外では船橋市に次ぐ国内2番目の人口を有している。川口市西部を縦断する京浜東北線を軸とする三市の関わりは深いが、戸田市は埼京線開業後は川口市との関係は少し薄くなっている。それに対し蕨市と戸田市は同じ中山道沿線に位置し、歴史的にも関わりが深い。蕨市は全国の市の中で最も面積が狭いことで知られている。 |
| 県央地域                         | - 上尾市 - 桶川市 - 北本市 - 鴻巣市 - 伊奈町                                             | 北足立郡北部に属していた地域が該当する。伊奈を除く4市は中山道沿いの宿場町で、現在も高崎線沿線として関係性が強い。伊奈町はさいたま市のベッドタウンとして宅地化が進行している。 |
| 南西部地域                       | - 朝霞市 - 新座市 - 志木市 - 和光市 - 富士見市 - ふじみ野市 - 三芳町                     | 北足立郡の西部（旧新座郡域）、入間郡東部に属していた地域が該当する。東京都に近接し、東武東上線や川越街道沿いの宅地化が著しい。新座市は都営地下鉄大江戸線の延伸を見込んだ大規模な区画整理事業の計画がある。 |
| 東部地域                         | - 春日部市 - 草加市 - 越谷市 - 八潮市 - 三郷市 - 吉川市 - 松伏町                         | おおむね南埼玉郡と北葛飾郡の南部および2つの郡の南部に属していた地域と草加市（ほとんどが北足立郡）が該当する。高度経済成長期以降、東京との近接性から東武伊勢崎線沿線を中心に宅地化が進行し、越谷市や草加市で人口が増加した。B.LEAGUE所属の越谷アルファーズのホームタウンであり、市の中心的な位置づけにある越谷レイクタウンの造成に力を入れた越谷市（中核市）が地域でも最も人口が多く、草加市、春日部市と続く。 |
| 西部地域                         | - 所沢市 - 飯能市 - 狭山市 - 入間市 - 日高市                                             | おおむね入間郡の南部に属していた地域が該当する。三富新田などの広がる武蔵野台地から西に行くにつれ台地―丘陵と遷移し奥武蔵と呼ばれる。関東旧来の生活風俗が色濃く残る地域でもある。県内よりも多摩地域と繋がりが深く、西武池袋線・西武新宿線を中心とする都市軸が形成されている。プロ野球パ・リーグ所属の埼玉西武ライオンズの本拠地のある所沢のほか、狭山・入間は狭山茶の産地として知られる。柳瀬川流域には現在も武蔵野の原風景を残している地区があり、宮崎駿監督のアニメーション映画「となりのトトロ」ではその舞台となった（所沢市松郷周辺など）。また、2019年には世界初進出のムーミンに関するテーマパーク「メッツァ」が飯能市に開業した。 また、2020年には所沢市と株式会社KADOKAWAが共同で東所沢を中心とする開発事業「COOL JAPAN FOREST構想」の拠点施設として複合文化施設兼新オフィス(新本社)の「ところざわサクラタウン」が開業した。 |
| 川越比企地域                     | - 川越市 - 坂戸市 - 鶴ヶ島市 - 毛呂山町 - 越生町                                         | 入間郡北部と比企郡、およびこの2郡に属していた地域。小江戸と呼ばれる川越藩の城下町として発展した川越市（中核市）を中心として東武東上線や関越自動車道が延びる。北側の比企地域の中心となるのは東松山市で、比企丘陵・岩殿丘陵・吉見丘陵・嵐山渓谷など外秩父の自然美が広がり、埼玉県こども動物自然公園や国営武蔵丘陵森林公園がある。古来より秩父地方とともに武蔵国の枢要であり、畠山氏や河越氏が活躍した。 |
| 川越比企地域（東松山事務所管内） | - 東松山市 - 滑川町 - 嵐山町 - 小川町 - 川島町 - 吉見町 - 鳩山町 - ときがわ町 - 東秩父村 | 入間郡北部と比企郡、およびこの2郡に属していた地域。小江戸と呼ばれる川越藩の城下町として発展した川越市（中核市）を中心として東武東上線や関越自動車道が延びる。北側の比企地域の中心となるのは東松山市で、比企丘陵・岩殿丘陵・吉見丘陵・嵐山渓谷など外秩父の自然美が広がり、埼玉県こども動物自然公園や国営武蔵丘陵森林公園がある。古来より秩父地方とともに武蔵国の枢要であり、畠山氏や河越氏が活躍した。 |
| 北部地域                         | - 熊谷市 - 深谷市 - 寄居町                                                               | おおむね児玉郡、大里郡およびこの2郡に属していた地域が該当する。北端を利根川、南を荒川が流れており低地や台地を主体とするが、秩父地方に接する南西側に近づくにつれ丘陵へと遷移する。熊谷の商業地を中心に、周辺都市や隣接する群馬県から消費者が流入する。工業は各地の工業団地を中心に発達している。また、渋沢栄一や塙保己一の出身地として観光ルートの設定、特産物の深谷ねぎをモチーフにしたふっかちゃんをアピールした地域振興が特色となっている。 |
| 北部地域（本庄事務所管内）       | - 本庄市 - 美里町 - 神川町 - 上里町                                                      | おおむね児玉郡、大里郡およびこの2郡に属していた地域が該当する。北端を利根川、南を荒川が流れており低地や台地を主体とするが、秩父地方に接する南西側に近づくにつれ丘陵へと遷移する。熊谷の商業地を中心に、周辺都市や隣接する群馬県から消費者が流入する。工業は各地の工業団地を中心に発達している。また、渋沢栄一や塙保己一の出身地として観光ルートの設定、特産物の深谷ねぎをモチーフにしたふっかちゃんをアピールした地域振興が特色となっている。 |
| 利根地域                         | - 行田市 - 加須市 - 羽生市 - 久喜市 - 蓮田市 - 幸手市 - 白岡市 - 宮代町 - 杉戸町         | おおむね南埼玉郡と北葛飾郡の北部、北埼玉郡およびこの3郡に属していた地域が該当する。北部に利根川が流れ、比較的農業が盛んな地域となっている。また、さきたま古墳群や権現堂堤、鷲宮神社や忍城、東武動物公園などの観光地・行楽地も存在する。地域内を南北に東北自動車道が、東西に首都圏中央連絡自動車道が交差し、近年物流拠点として沿線での倉庫・工場立地が活発化している。 |
| 秩父地域                         | - 秩父市 - 横瀬町 - 皆野町 - 長瀞町 - 小鹿野町                                           | 秩父郡および同郡に属していた地域が該当する。県の一番西側に位置する地域である。関東山地やその周辺の山々とそれらに囲まれた秩父盆地からなり、秩父三十四箇所巡礼や秩父夜祭、秩父芝桜などの観光産業が発達。結晶片岩の岩畳を特徴とする景勝地長瀞渓谷は、サメなどの古生物の化石が発掘されることから「日本地質学発祥の地」「地球の窓」とも呼ばれ、古秩父湾堆積層及び海棲哺乳類化石群が国の天然記念物に指定されている。 |

## 歴史

### 先史・古代

#### 旧石器時代
県内で旧石器時代の遺跡は、大宮、武蔵野、江南、下総の各台地、秩父盆地の各河川流域に約500が確認されている。この時代の遺跡・遺構は3万年前以降の立川ローム層・大黒ローム層から発見されている。

#### 縄文時代・弥生時代
県域は隆起と海退によって形成された。縄文時代において海面は現在よりも高く、東京都東部から県域南東部を中心とした海抜の低い地域は、古東京湾の入り江が大きく入り込んでいたため、海底だったと推定される。その証拠に、川口市の旧鳩ヶ谷市域などに貝塚が至る所に発見されており、海岸に近かったことがうかがえる。縄文時代末期には県域南東部で陸地化が進み、弥生時代には埼玉県全土がほぼ陸地化した（三郷市では弥生時代の土器片が見つかっている）。

#### 古墳時代
古墳時代には、埼玉古墳群を筆頭に県内各地に古墳群が造られ、現存するものは数千基に上る（埼玉県の古墳一覧も参照）。中条古墳群から出土した埴輪 短甲の武人（重要文化財）など、貴重な遺物も発見されている。
古代の国撰史書である『日本書紀』の安閑天皇元年（534年?）の記載に、「閏の十二月…（中略）…是の月に武蔵国造・笠原直使主と同族小杵と、国造を相争いて年経るに定めがたし」云々とあり、現在の鴻巣市笠原地区付近に居を構えていたとされる豪族、笠原直使主と同族の小杵による武蔵国造の勢力争いが起き、朝廷の力を借りた使主が勝利し、国造となった使主は朝廷に横渟（多摩郡または横見郡）・橘花（神奈川県橘樹郡）・多氷（多摩）・倉樔（神奈川県久良郡）の四箇所を屯倉として差し出したと記述されていることや、6世紀に突如現れたこの地の巨大古墳群、および後述の鉄剣などから大和朝廷の直接支配まで、長らく武蔵国における中心だったと考えられる。なお現在の埼玉県にあたる地域には、上述の武蔵国造（无邪志国造）のほかに、のちの秩父郡を本拠とする知々夫国造も存在していた。本域は、律令制以前は、毛野国と呼ばれ、筑紫国や吉備国に比肩する大国であったとされ、大和朝廷との関係において高い地位にあり、現在の東京地域よりも繁栄していた。
1968年（昭和43年）に行田市埼玉にある埼玉古墳群（さきたま風土記の丘、現：さきたま古墳公園）の稲荷山古墳から出土した鉄剣（金錯銘鉄剣）は、1978年（昭和53年）に奈良市にある元興寺文化財研究所で保存処理を行った際、表裏に金象嵌で115文字の銘文があることが分かり注目を浴びた。その文中にある「獲加多支鹵大王（ワカタケル大王）」は『記紀』に登場する雄略天皇であり、『宋書』倭国伝に見える倭王武であって、冒頭の「辛亥の年」は471年であるとする学説が主流である。古代史ブームの巻き起こる中で、鉄剣の解釈をめぐりさまざまな議論がある。

#### 奈良時代・平安時代
和銅元年（708年）に、現在の埼玉県秩父市黒谷にある和銅遺跡から、和銅（ニギアカガネ、純度が高く精錬を必要としない自然銅）が産出したことを記念して、「和銅」に改元するとともに、日本最初の流通貨幣となる和同開珎が発行される。
埼玉県域の郡は、足立・新座・入間・高麗・比企・横見・埼玉・大里・男衾・幡羅・榛沢・那珂・児玉・賀美・秩父郡である。また郷の数は県域で75郷である（『和名類聚抄』）。県域内の郡衙所在地は不明なところが多い。神護景雲3年（769年）9月17日に正倉4倉が焼失し、穀類や人に死傷者が出ている。雷火による天災か神火（じんか）による人災か不明である。

### 中世

#### 平安時代末・鎌倉時代
中世には武蔵国で人口の特に多かった北武蔵の丘陵地や台地に武蔵武士が出現し、河越氏や畠山氏ら諸氏を分出した秩父氏の一族が活躍した。また同族集団として形成された武蔵七党など中小規模の在地土豪も出た。平治の乱を経て武蔵国が平氏の知行国になると武蔵守には平氏一門が任じられると武蔵武士は被官化し、新恩地を得て西国へも進出した。治承4年（1180年）の源頼朝の挙兵後に服従した豪族には、県域に勢力を持っていた秩父一族が主に頼朝に味方し、治承・寿永の乱における合戦に参戦した。河越氏や畠山氏、比企氏らは鎌倉幕府の創設期に重用されて政務に参画するが、幕府権力の確立課程では河越氏を除き没落し、武蔵武士の地位は低下した。
中世には鎌倉幕府の成立を契機に街道が整備され、西武蔵には南北に鎌倉街道の上道や中道が通じて奥州方面と結ばれ、物資の流通路となったほか軍事的にも重視され、沿道には城館が分布する。幹線道の整備に伴い脇道や水上交通も発達し、多くの市や宿が成立した。

#### 室町時代・戦国時代
河越氏が武蔵平一揆で没落すると戦国期の武蔵は鎌倉公方足利氏と関東管領上杉氏との対立などの影響を受けて乱国状態となった。県域は北武蔵（前線拠点は五十戸（今の本庄市））を地盤とし堀越公方方の山内上杉氏、南武蔵（拠点は川越城）に本拠をおいた扇谷上杉氏などが勢力を争った。下総国方面には古河公方が勢力を張った。
戦国後期には相模国の後北条氏が台頭する。天文10年（1541年）には最重要拠点の川越城を巡り、川越を後北条氏に奪われた扇谷上杉氏の上杉朝定は関東管領の上杉憲政と古河公方と結び、城の救援に向かった北条氏康との間で川越夜戦が行われた。敗北した扇谷上杉氏は滅亡し、後北条氏の勢力圏となった武蔵には多くの支城が築かれ、氏康は上杉憲政を圧迫する。
憲政は越後国守護代の長尾景虎（のちの上杉謙信）を頼り、関東管領職と上杉家家督を譲り受けた景虎は関東出兵を行い氏康と争った。後北条氏は甲斐国の武田氏や駿河国の今川氏と三国同盟を結び景虎と争っていたが、同盟破綻後の永禄12年（1569年）には越後と和睦して越相同盟を結び、武田氏の秩父方面への侵攻を招いており、こうした複雑な外交情勢のなか北関東の国衆は翻弄された。
後北条氏は天正年間には関東の大半を支配し、豊臣（羽柴）家に次ぐ全国第二位の勢力となる。

### 近世

#### 安土桃山時代・江戸時代
天正18年（1590年）には豊臣秀吉の天下統一における小田原征伐において後北条氏は没落する。後北条氏の没落に際して東海五カ国を支配していた徳川家康が関東へ転封され、武蔵を含む関東地域には徳川氏の家臣団が配置された。関ヶ原の合戦を経て江戸幕府による支配が確立すると、埼玉県域には「武蔵三藩」と呼ばれる川越藩や忍藩・岩槻藩（それに武蔵国には知行地をほとんど持たなかった岡部藩など）が立藩。江戸に近く親藩・譜代の重臣が配されたが、川越藩を除き城下町の形成は小規模であった。川越は江戸北方の防衛拠点として、また武蔵国の商工業の中心地として「小江戸」と呼ばれ繁栄した。
江戸幕府により江戸を起点とした五街道の整備が進められ、埼玉県内には中山道に9つの宿場（蕨宿、浦和宿、大宮宿、上尾宿、桶川宿、鴻巣宿、熊谷宿、深谷宿、本庄宿）、日光街道（奥州街道）に6つの宿場（草加宿、越ヶ谷宿、粕壁宿、杉戸宿、幸手宿、栗橋宿）が置かれた。五街道に準ずる脇往還は、県内では川越児玉往還（川越街道）、日光脇往還、日光御成街道、関宿往還、秩父往還、秩父甲州往還が整備された。
明暦年間には野火止用水が、享保年間から見沼代用水が開鑿され、元禄年間に三富新田の開発が行われ米麦栽培が増大したほか、養蚕や織物、木綿の栽培や野菜など地域特産物の生産も盛んになり、定期市で販売されたほか、利根川・荒川・新河岸川の舟運を通じて江戸へも移出された。
明和元年（1764年）には大規模な百姓一揆である中山道伝馬騒動が発生している。
近世後期には幕領と旗本領の錯綜する関東一円で無宿人・浪人が増加したため社会不穏が増大し、幕府では文政の改革に伴い文化2年（1805年）に関東取締出役を設置して警察力の強化が行われ、村々では組合村を形成して対応している。
幕末には異国船が日本近海に出没し、嘉永6年6月3日（1853年7月8日）にはアメリカのペリー艦隊が来航し幕府に通商を求めるが、江戸湾の海防は川越藩、忍藩が彦根藩、会津藩を加えた四藩で担当し、藩士の現地派遣や遠見番所の設置などを行った。ペリー艦隊の来航に際しては海防策が修正され、品川台場の防衛を川越藩・忍藩・会津藩が担当した。海防強化は村々へも負担が生じるが、一方で日本が開国し本格的な貿易を開始すると積極的に対外交易を試みる投機商も出現した。
近世後期の社会変動、開港前後の諸役負担や経済変動は農村社会に影響を与え没落農民層も発生していたが、慶応2年6月13日（1866年7月24日）には入間郡を中心に中山道以西地域に波及した武州一揆が発生し、関東取締出役の出向により鎮圧される。

### 近代

#### 明治時代・大正時代
- 慶応4年（1868年） - 6月19日、忍藩士の山田政則が武蔵知県事に就任。旧幕府領を管轄する。
- 明治2年（1869年） - 1月10日、山田政則知県事が宮原忠英に交代。1月13日、宮原知県事の管轄地域に大宮県を設置し、県庁は東京府馬喰町に置かれる。9月29日、県庁が浦和に置かれ浦和県に改称。
- 明治4年（1871年） - 7月14日、廃藩置県を受けて藩領に川越県・忍県・岩槻県の3県が誕生。11月14日、忍県・岩槻県・浦和県の3県が合併して埼玉県が誕生（足立郡・埼玉郡・葛飾郡の一部。現在の東部地域に相当）。同日、川越県は品川県の一部を吸収して入間県となる（現在の西部地域・北部地域・秩父地域に相当）。埼玉県の県庁所在地は埼玉郡岩槻町（現さいたま市岩槻区）とされたが、適する建物が無く、旧浦和県庁を流用する形で浦和宿（現さいたま市浦和区）に県庁が置かれた。入間県の県庁は川越城に置かれた。
- 1873年（明治6年） - 入間県が群馬県と合併し熊谷県となる。熊谷県の県庁は熊谷駅（現熊谷市）に置かれた。
- 1874年（明治7年） - 埼玉県師範学校（埼玉大学の前身）が発足。
- 1876年（明治9年） - 8月21日、熊谷県は解消され旧入間県の地域は埼玉県と合併、現在の埼玉県が成立。
- 地元出身の渋沢栄一、福澤桃介、大川平三郎などが活躍、日本の近代化に貢献する。
- 1883年（明治16年）7月28日 - 日本初の私鉄「日本鉄道」（東北本線・高崎線上野駅 - 熊谷駅間）が開通し、浦和駅・上尾駅・鴻巣駅・熊谷駅が開業。
- 1884年（明治17年） - 秩父地方で松方財政の不況の中借金に苦しむ負債農民が秩父事件を起こす。
- 1885年（明治18年）
  - 3月16日 - 大宮駅が開業。
  - 9月22日 - 大宮公園が開園[41]。
- 1890年（明治23年） - 浦和を県庁所在地とする勅令が出される。
- 1894年（明治27年）12月21日 - 川越鉄道川越線（現：西武新宿線）久米川（現：東村山駅） - 川越（現：本川越駅）間が開業。
- 1895年（明治28年） - 第一尋常中学校（現埼玉県立浦和高等学校）、第二尋常中学校（現埼玉県立熊谷高等学校）が開校。
- 1899年（明治32年）8月27日 - 東武鉄道（現：東武伊勢崎線）北千住駅 - 久喜駅間が開業。
- 1911年（明治44年） - 日本初の航空機専用飛行場、所沢陸軍飛行場が開港。
- 1914年（大正3年）5月1日 - 東上鉄道（現：東武東上線）池袋駅 - 田面沢駅間が開業。
- 1915年（大正4年）4月15日 - 武蔵野鉄道（現：西武池袋線）池袋駅 - 飯能駅間が開業。
- 1921年（大正10年） - 官立の旧制浦和高校（埼玉大学の前身）が開校。
- 1923年（大正12年）9月1日 - 関東大震災が発生。県内での被害が軽微だったため、以後移住者が増加し、浦和画家などの文化も隆盛。

### 現代

#### 昭和時代・戦前
- 1928年（昭和3年）12月 - 県議会で公娼廃止決議案が可決[42]。
- 1929年（昭和4年）11月17日 - 北総鉄道（現：東武野田線）大宮駅 - 春日部駅間が開業。
- 1936年（昭和11年）3月31日 - 橋立鍾乳洞が県の天然記念物に指定[43]。
- 1940年（昭和15年）7月22日 - 川越線が開通。
- 1941年（昭和16年）2月25日 - 西武大宮線が廃止。

#### 昭和時代・戦中
- 11月1日 - 太平洋戦争が勃発し県内を管轄する浦和連隊区が設置された。
- 1943年（昭和18年）7月1日 - 埼玉銀行（現：埼玉りそな銀行）が発足。
- 1944年（昭和19年）10月16日 - 埼玉新聞が創刊[44]。
- 1945年（昭和20年）8月15日 - 熊谷空襲が発生。太平洋戦争最後の空襲かつ埼玉県内における最大規模の空襲となった。

#### 昭和時代・戦後
- 1945年（昭和20年）10月 - 県人口が200万人を突破[45]。
- 1946年（昭和21年） 
  - 進駐軍によって埼玉会館に埼玉軍政部が設置された。
  - 11月22日 - 蕨町（現：蕨市）で成年式が行われる（成人式の先駆け）[46]。
- 1947年（昭和22年）
  - 2月25日 - 八高線東飯能駅 - 高麗川駅間で列車脱線転覆事故が発生[47]。
  - 9月14日 - 15日 - カスリーン台風により荒川及び利根川が決壊。東部を中心に多くの家屋が浸水[48]。
- 1949年（昭和24年）6月 - 新制大学として埼玉大学が発足[49]。
- 1950年（昭和25年）
  - 1月25日 - 東村山文化園（現：西武園ゆうえんち）が開園[50]。
  - 3月 - 県庁所在地について、県議会は浦和に決定[45]。
  - 7月10日 - 国立公園として秩父多摩国立公園が指定される[45][51]。
- 1951年（昭和26年）
  - 3月9日 - 県立自然公園（狭山・奥武蔵・黒山・長瀞玉淀）が指定される[52]。
  - 8月 - 戸田町と板橋区の境界変更成立を記念し、第1回戸田橋花火大会が開催[53]。
- 1952年（昭和27年）7月 - 高崎線電化完成[45]。
- 1955年（昭和30年）10月 - 県庁本庁舎と県議会議事堂の落成式が行われる[45]。
- 1957年（昭和32年）3月5日 - 上江橋の竣工式が行われる[54]。
- 1958年（昭和33年）4月14日 - 東北本線上野駅 - 宇都宮駅間電化工事、開通式が行われる[55]。
- 1959年（昭和34年）4月5日 - 寄居町・金尾山で第10回全国植樹祭が行われる。昭和天皇・香淳皇后が訪問[56]。
- 1960年（昭和35年）
  - 3月31日 - 埼玉県立図書館新館舎が落成[57]。
  - 4月9日 - 日本初のサッカー専用球戯場として、埼玉県営大宮公園サッカー場が開場[58]。
- 1962年（昭和37年）
  - 5月31日 - 東武伊勢崎線と営団地下鉄日比谷線（現・東京メトロ日比谷線）が北越谷駅 - 人形町駅間で相互直通運転を開始[59]。
  - 11月1日 - 東京大学東京天文台堂平観測所（現：ときがわ町星と緑の創造センター）が開所[60]。
- 1964年（昭和39年）9月1日 - 埼玉県章・県旗が制定される[61]。
- 1965年（昭和40年）
  - 5月 - 県政広報紙「さいたまけん」が創刊[45]。
  - 9月21日 - 埼玉県歌が制定される[62]。
  - 10月 - 県人口が300万人を突破[45]。
  - 11月3日 - 県民の鳥「シラコバト」が制定される[63]。
- 1966年（昭和41年）
  - 5月27日 - 新埼玉会館が開館[64]。
  - 9月5日 - 県の木「ケヤキ」が制定される[63]。
  - 9月25日 - 台風第26号により熊谷で最大瞬間風速41 m/sを観測。死者28名[65][66]。
- 1967年（昭和42年）
  - 3月 - 武蔵水路が完成[67]。
  - 9月17日 - 20日、10月22日 - 27日 - 第22回国民体育大会が埼玉県で開催される[68]。
- 1968年（昭和43年）11月13日 - 下久保ダムが竣工[69]。
- 1969年（昭和44年）
  - 10月 - 埼玉県立さきたま資料館が開館[70]。
  - 10月14日 - 西武秩父線吾野駅〜西武秩父駅間が開通[71]。
  - 12月 - 新大宮バイパス全線開通[45]。
- 1970年（昭和45年）
  - 4月1日 - 埼玉県立熊谷図書館が開館（7月21日開館式典挙行）[72]。
  - 9月 - 大宮市が全国初のモーテル規制条例を制定[45]。
- 1971年（昭和46年）
  - 6月30日 - 米軍所沢通信基地の約6割が返還される[73]。
  - 7月 - 県人口が400万人を突破[45]。
  - 7月 - さいたま水上公園が開業[74]。
  - 11月 - 埼玉県立博物館が開館[75]。
  - 11月5日 - 県の花「サクラソウ」が制定される[63]。
  - 11月14日 - 明治4年の廃藩置県で埼玉県が誕生して100年後にあたるこの年、県が「埼玉県民の日」を制定[76]。毎年この日を中心とした10月 - 12月、様々なイベントが開催される[77]。
  - 11月28日 - 東北新幹線・上越新幹線起工式が開催される[78]。
  - 12月20日 - 東京川越高速道路（現：関越自動車道）、練馬〜川越間が開通[79]。
- 1972年（昭和47年）
  - 11月1日 - 埼玉大橋が開通[80]。
  - 11月13日 - 東北自動車道岩槻IC〜宇都宮IC間が開通[81]。
- 1973年（昭和48年）
  - 3月13日 - 上尾事件が発生[82]。
  - 4月1日 - 武蔵野線が開通[83]。
  - 6月 - キャンプ朝霞、南地区の大部分が返還される[84]。
- 1974年（昭和49年）
  - 7月22日 - 国営武蔵丘陵森林公園が開園[85]。
  - 8月31日 - 台風第16号による豪雨。飯能市で総雨量495 mmを観測[86]。
- 1975年（昭和50年）
  - 4月 - 埼玉県立衛生短期大学が設置される[87]。
  - 10月1日 - 埼玉県立川越図書館が設置される[72]。
  - 11月1日 - 埼玉県立がんセンターが開設される[88]。
- 1976年（昭和51年）
  - 3月1日 - 熊谷東松山有料道路全線開通[89]。
  - 4月 - 埼玉県立歴史資料館が開館[90]。
- 1977年（昭和52年）1月1日 - 県人口が500万人を突破[45]。
- 1978年（昭和53年）
  - 3月3日 - 所沢航空記念公園が開園[91]。
  - 9月 - 稲荷山古墳出土鉄剣から金錯銘文が発見[92]。
  - 10月 - 西武ライオンズが誕生[93]。
- 1979年（昭和54年）
  - 4月1日 - テレビ埼玉が開局[94]。
  - 6月 - 県営しらこばと水上公園が開園[95]。
  - 7月26日 - 六都県市首脳会議（東京都・埼玉県・千葉県・神奈川県・横浜市・川崎市）が設立される[96]。
  - 10月2日 - メキシコ合衆国メキシコ州と姉妹州県提携締結[97]。
- 1980年（昭和55年）
  - 4月 - 埼玉県立中央高等職業訓練校（現：埼玉県立中央高等技術専門校）開設される[45]。
  - 5月5日 - 埼玉県こども動物自然公園が開園[98]。
  - 6月1日 - 埼玉県立久喜図書館が開館[72]。
  - 11月 - 埼玉県立民俗文化センターが開所[75]。
- 1981年（昭和56年）
  - 3月28日 - 東武動物公園が開園[99]。
  - 5月30日 - 埼玉県県民の森が開園[100]。
  - 8月1日 - 富士見川越有料道路が開通[89]。
  - 11月10日 - 埼玉県立自然史博物館が開館[45][101]。
- 1982年（昭和57年）
  - 2月 - 秋ヶ瀬橋が開通[45]。
  - 6月23日 - 東北新幹線が開通[102]。
  - 7月3日 - 見沼通船堀が国指定史跡に[103][104]。
  - 10月27日 - 中華人民共和国山西省と友好省県を締結[97]。
  - 11月3日 - 埼玉県立近代美術館が開館[105]
  - 11月15日 - 上越新幹線が開通[106]。
- 1983年（昭和58年）
  - 4月1日 - 埼玉県立小児医療センターが開設される[107]。
  - 5月31日 - 東武熊谷線が廃止[108]。
  - 6月6日 - 武蔵埼玉稲荷山古墳出土品が国宝に指定[109][110]。
  - 10月2日 - さいたま水族館が開館[111]。
  - 12月22日 - 埼玉新都市交通伊奈線（ニューシャトル）が大宮駅 - 羽貫駅間で開通[112]。
- 1984年（昭和59年）
  - 2月 - 大宮操車場の機能廃止[113][114]。
  - 10月27日 - オーストラリア・クイーンズランド州と姉妹提携[97]。
- 1985年（昭和60年）
  - 1月24日 - 三郷JCT、三郷ICが誕生・開通[115]。
  - 3月14日 - 東北新幹線大宮駅 - 上野駅間が開通[116]。
  - 9月30日 - 埼京線が開通、川越線が電化[117]。
- 1986年（昭和61年）6月 - 「第4次首都圏基本計画」において、浦和市、大宮市が業務核都市として位置づけられる[118]。
- 1987年（昭和62年）
  - 4月 - 県人口が600万人を突破[45]。
  - 8月25日 - 営団地下鉄有楽町線（現・東京メトロ有楽町線）から東武東上線の川越市駅間で相互直通運転を開始[119]。
  - 9月9日 - 首都高速川口線が開通し、東北自動車道と接続[120]。
  - 10月 - 神川村が町制施行[45]。
- 1988年（昭和63年） 
  - 3月2日 - エフエム埼玉（現：FM NACK5）が開局[121]。
  - 3月19日〜5月29日 - さいたま博覧会が開催[122]。
  - 4月8日 - 大宮ソニックシティがオープン[123]。
  - 6月1日 - 埼玉県農林公園が開園[124]。

#### 平成時代
- 1989年（平成元年）
  - 3月10日 - 秩父リゾート地域整備構想が作成される[125]。
  - 3月 - 埼玉県営和光樹林公園が開園[126]。
  - 4月6日 - 9日 - 第1回世界盆栽大会が大宮ソニックシティで開催される[127]。
  - 8月 - 政府機関の旧大宮操車場跡地への集団的移転が決定[114]。
  - 11月2日 - 12日 - 第4回国民文化祭・さいたま89が埼玉県で開催される[128]。
- 1990年（平成2年）
  - 8月2日 - 埼玉新都市交通伊奈線（ニューシャトル）羽貫駅 - 内宿駅間が開通[129]。
  - 10月22日 - アメリカ合衆国オハイオ州と姉妹提携[97]。
- 1991年（平成3年）
  - 3月15日 - 首都圏新都市鉄道株式会社が設立[130]。
  - 4月 - 協和銀行と埼玉銀行が対等合併。株式会社協和埼玉銀行が誕生[131]。
  - 9月1日 - 鶴ヶ島町が市制施行[132]。
  - 9月19日 - 台風第18号により、県内各地で浸水被害[133][134]。
  - 10月1日 - 日高町が市制施行[135]。
  - 11月7日 - さいたま新都心土地区画整理事業起工式が開催される[113]。
  - 11月14日 - 県の蝶「ミドリシジミ」、県の魚「ムサシトミヨ」が制定される[63]。
- 1992年（平成4年）
  - 3月25日 - 埼玉高速鉄道株式会社が設立[136]。
  - 4月15日 - 埼玉中枢都市圏業務核都市基本構想が承認される[113]。
  - 5月 - 埼玉県山西省友好記念館が開館[137]。
  - 11月 - 地球の環境を守る埼玉県民憲章が制定される[138]。
  - 11月14日 - 県の愛称として「彩の国（さいのくに）」が選定される[139]。
  - 11月27日 - 東京外環自動車道和光 - 三郷間が開通[140]。
- 1993年（平成5年）
  - 4月3日 - 所沢航空発祥記念館が開館[141]。
  - 6月3日 - 「集団的移転にかかる官庁施設整備の基本計画」が取りまとめられる[142]。
  - 8月 - 埼玉県平和資料館が開館[143]。
  - 8月4日 - 8日 - 第17回全国高等学校総合文化祭が埼玉県で開催される[144]。
  - 11月14日 - 「彩の国キャンペーンマーク」が選定される[139]。
- 1994年（平成6年）
  - 8月7日 - 秩父市で県内最高気温39.3℃を観測[12][45]。
  - 10月15日 - 彩の国さいたま芸術劇場が開館[145]。
- 1995年（平成7年）
  - 7月1日 - さいたま緑の森博物館が開館[146]。
  - 7月 - 埼玉高速鉄道線起工式が開催される[147]。
  - 11月11日 - 渋沢栄一記念館が開館[148]。
- 1996年（平成8年）3月26日 - 首都圏中央連絡自動車道青梅IC〜鶴ヶ島JCT間が開通[149]。
- 1997年（平成9年）
  - 7月1日 - あけぼの子どもの森公園が開園[150]。
  - 8月1日 - 埼玉県立川の博物館が開館[151]。
  - 11月22日 - さいたま文学館が開館[152]。
- 1998年（平成10年）
  - 4月 - 埼玉県営彩の森入間公園が開園[153]。
  - 4月23日 - 雁坂トンネルが開通[154]。
- 1999年（平成11年）
  - 4月 - 新制大学として埼玉県立大学が発足[155]。
  - 8月26日 - ドイツ連邦共和国ブランデンブルク州と姉妹提携[97]。
- 2000年（平成12年）
  - 2月 - さいたま新都心への行政機関の集団的移転が開始（5月移転完了）[142]。
  - 4月1日 - さいたま新都心駅が開業[114][156]。
  - 4月 - 埼玉県環境科学国際センターが開設される[157]。
  - 5月5日 - さいたま新都心が街開き[113]。
  - 9月3日 - さいたまスーパーアリーナが開業[158][159]。
- 2001年（平成13年）
  - 3月28日 - 埼玉高速鉄道線赤羽岩淵駅 - 浦和美園駅間が開通[136]。
  - 5月1日 - 浦和市、大宮市、与野市の3つの市が合併し、さいたま市が誕生[160]。
  - 10月13日 - 埼玉スタジアム2002がオープン[161]。
- 2002年（平成14年）
  - 6月2日 - 26日 - サッカーワールドカップが開催される。埼玉スタジアム2002では準決勝などが催された[162]。
  - 8月 - 人口が700万人を突破[45]。
- 2003年（平成15年）
  - 1月24日 - 11月1日を「彩の国教育の日」と制定[163]。
  - 2月1日 - SKIPシティ（さいたま新産業拠点）がオープン[164]。
  - 4月1日 - さいたま市が政令指定都市に[160]、川越市が中核市に移行[165]。
  - 7月 - 熊谷スポーツ文化公園東地区が開園[166]。
  - 8月1日 - 埼玉県立武道館が移転開館[167]。
- 2004年（平成16年）
  - 3月13日 - 上越新幹線本庄早稲田駅が開業[168]。
  - 9月11日 - 14日、10月23日 - 28日 - 第59回国民体育大会・彩の国まごころ国体が開催される[169]。
- 2005年（平成17年）
  - 1月1日 - 名栗村が飯能市に編入合併[170]。
  - 4月1日 - 岩槻市がさいたま市に編入合併。秩父市・吉田町・大滝村・荒川村が合併し、新・秩父市が誕生[170]。
  - 8月24日 - 首都圏新都市鉄道つくばエクスプレスが開業[171]。
  - 10月1日 - 熊谷市・大里町・妻沼町が合併し、新・熊谷市が誕生。春日部市・庄和町が合併し、新・春日部市が誕生。吹上町、川里町が鴻巣市に編入合併。上福岡市・大井町が合併し、ふじみ野市が誕生。小鹿野町・両神村が合併し、新・小鹿野町が誕生[170]。
- 2006年（平成18年）
  - 1月1日 - 深谷市・岡部町・川本町・花園町が合併し、新・深谷市が誕生。神川町・神泉村が合併し、新・神川町が誕生[170]。
  - 1月10日 - 本庄市・児玉町が合併し、新・本庄市が誕生[170]。
  - 2月1日 - 都幾川村・玉川村が合併し、ときがわ町が誕生[170]。
  - 4月 - みそのウイングシティが街開き[172]。
  - 6月 - 首都圏外郭放水路が完成[173]。
  - 12月2日 - 浦和レッズがホーム最終戦で勝利し、J1リーグ初優勝を果たす[174]。
- 2007年（平成19年）
  - 2月13日 - 江南町が熊谷市に編入合併[170]。
  - 11月14日 - AFCチャンピオンズリーグにて浦和レッズが優勝[175]（詳細）。
- 2008年（平成20年）
  - 3月15日 - 越谷レイクタウン駅が開業[176][177]。
  - 3月29日 - 首都圏中央連絡自動車道鶴ヶ島JCT〜川島IC間が開通[178]。
  - 4月1日 - 県内9地域に地域振興センターを設置[28]。
  - 4月 - 越谷レイクタウンが街開き[177]。
  - 7月28日 - 8月20日 - 平成20年度全国高等学校総合体育大会・彩夏到来 08 埼玉総体が開催される[179]。
- 2009年（平成21年）3月 - 9月 - 川越市が舞台の連続テレビ小説「つばさ」が放映[180]。
- 2010年（平成22年）
  - 3月1日 - 深谷市と群馬県太田市との県境の一部変更により、県土面積が約80 ha拡張（120 haの編入と40 haの持ち出し）[181]。
  - 3月23日 - 久喜市・菖蒲町・栗橋町・鷲宮町が合併し、新・久喜市が誕生。加須市・騎西町・北川辺町・大利根町が合併し、新・加須市が誕生[170]。
  - 3月28日 - 首都圏中央連絡自動車道川島IC〜桶川北本IC間が開通[182]。
- 2011年（平成23年）
  - 3月11日 - 午後14時46分、東日本大震災（東北地方太平洋沖地震）が発生。宮代町で震度6弱を観測[183]。液状化被害が県内各地で発生[184]。
  - 10月1日 - 鳩ヶ谷市が川口市に編入合併[170]。
- 2012年（平成24年）
  - 7月9日 - 歓喜院聖天堂が国宝に指定[185][186]。
  - 10月1日 - 白岡町が市制施行[187]。
- 2013年（平成25年）
  - 4月3日 - 浦和学院高等学校が第85回選抜高校野球大会で初優勝[188]。
  - 9月2日 - 越谷市・松伏町などで竜巻被害が発生[189]。
- 2014年（平成26年）
  - 2月7日 - 9日 - 関東地方で大雪。熊谷市で最大積雪深43 cmを観測[190]。
  - 11月27日 - 細川紙がユネスコ無形文化遺産に登録[191]。
- 2015年（平成27年）
  - 3月21日 - ウェスタ川越が完成[192]。
  - 3月31日 - 埼玉県立浦和図書館が廃止[193]。
  - 4月1日 - 越谷市が中核市に移行[194]。
  - 10月31日 - 圏央道の県内区間が全線開通[195]。
  - 12月11日 - 梶田隆章がノーベル物理学賞を受賞[196]。
- 2016年（平成28年）
  - 3月1日 - 古秩父湾堆積層及び海棲哺乳類化石群が国の天然記念物に指定[197][198]。
  - 11月30日 - 和光市の理化学研究所で発見された113番目の元素にニホニウムと命名[199]。その記念事業として、和光市駅南口から同研究所までシンボルロード「ニホニウム通り」を同年度より整備（2019年3月完成）[200]。
  - 12月1日 - 川越氷川祭の山車行事と秩父祭の屋台行事と神楽がユネスコ無形文化遺産に正式登録[201][202]。
  - 12月27日 - 埼玉県立小児医療センターが移転開院[203]。
- 2017年（平成29年）
  - 4月28日 - 「和装文化の足元を支え続ける足袋蔵のまち行田」が日本遺産に認定[204]。
  - 8月23日 - 花咲徳栄高等学校が第99回全国高校野球大会で初優勝[205]。
  - 11月25日 - AFCチャンピオンズリーグにて浦和レッズが史上初の2度目の優勝[206]（詳細）。
- 2018年（平成30年）
  - 4月1日 - 川口市が中核市に移行[207]。
  - 6月2日 - 東京外環自動車道の県内区間が全線開通[208]。
  - 7月23日 - 熊谷市で国内最高気温41.1℃を観測[209]。
- 2019年（平成31年）
  - 2月22日 - 翔んで埼玉の実写映画が公開[210]。
  - 3月16日 - ムーミンバレーパークがオープン[211]。
  - 4月9日 - 新・1万円札の図柄が渋沢栄一に決定[212]。

#### 令和時代
- 2019年（令和元年）
  - 9月24日、29日、10月9日 - ラグビーワールドカップが開幕。熊谷ラグビー場ではプールステージ3試合が催された[213]。
  - 10月12日 - 13日 - 令和元年東日本台風による被害。死者4名[214]。
- 2020年（令和2年）
  - 3月10日 - 埼玉古墳群が特別史跡に指定[215][216]。
  - 11月6日 - ところざわサクラタウンがオープン[217]。
- 2021年（令和3年）
  - 2月14日 - 12月26日 - 深谷市出身の実業家、渋沢栄一が主人公の大河ドラマ「青天を衝け」が放映[218][219]。
  - 5月21日 - SDGs未来都市に選定[220]。
  - 7月6日 - 9日 - 東京2020オリンピック聖火リレーが県内各地を通過[221]。
  - 7 - 9月 - 埼玉スタジアム2002とさいたまスーパーアリーナ、霞ヶ関カンツリー倶楽部、陸上自衛隊朝霞訓練場が2020年東京オリンピック（当初は2020年に開催予定）の会場となる。なお、陸上自衛隊朝霞訓練場は2020年東京パラリンピックの会場にもなる[222]。
  - 10月1日 - 「埼玉県エスカレーターの安全な利用の促進に関する条例」が施行[223]。エスカレーターの利用に関する都道府県条例の制定・施行は全国初[224]。
  - 10月1日 - 人口推計で初めて人口が減少に転じる[225][226]。
  - 12月 - 春日部つくしが埼玉バーチャル観光大使に任命[227]。
- 2022年（令和4年）
  - 1月9日 - 12月18日 - 大河ドラマ「鎌倉殿の13人」が放映[228][229]。（比企地域にゆかりのある人物・史跡が登場[230]）
  - 5月6日 - AFCチャンピオンズリーグにて浦和レッズが3度目の優勝[231]。
  - 7月20日 - 春日部市を舞台とする漫画「クレヨンしんちゃん」のアニメ放送開始30周年記念企画として、埼玉県・秋田県・熊本県の三県の間で、三県相互の観光振興と地域活性化及び相互交流施策に取り組む「家族都市」協定を締結[232]。
  - 11月10日 - 鎌倉街道上道が国の史跡に指定[233]。
- 2023年（令和5年）
  - 7月 - 武蔵野の落ち葉堆肥農法が世界農業遺産に認定[234]。
  - 12月31日 - 埼玉県収入証紙の販売を終了[235][236]。
- 2024年（令和6年）
  - 8月22日 - 埼玉県教育委員会が県立高校について、「主体的に共学化を推進」するとした方向性をまとめ、公表[237][238][239]。
  - 11月29日 - 順天堂大学がさいたま市浦和美園地区に整備予定であった大学病院の建設計画を断念[240][241][242]。
- 2025年（令和7年）1月28日 - 八潮市の県道松戸草加線中央一丁目交差点内において、下水道管の破損に起因する陥没事故が発生。トラック1台が転落（埼玉県八潮市道路陥没事故）[243][244]。

## 人口
2020年国勢調査によると、2015年から2020年までの人口増加数は東京都、神奈川県に次ぐ国内3位（78,231人増加）となっている。増加率は1.1%で全国4位であった。さいたま市は5年間の人口増加数が全国5位（60,046人増加）、川口市が全国11位（16,162人増加）となっている。人口増加率では、滑川町が全国12位（8.3%増加）、八潮市が全国17位（7.7％増加）となっている。
人口の流動が激しく、転入者数は全国3位（189,756人）、転出者数は全国4位（164,917人）となっている。転入超過数は24,839人で全国3位である。
人口増減率には大きな地域差があり、県南東部の自治体は概ね人口増加が続く一方でそれ以外の地域は人口減少しており、特に山間地域の秩父地方において減少が激しい。

埼玉県市町村人口増減率分布図（2005年度と2010年度国勢調査から算出）
増加
10.0 % 以上
7.5 - 9.99 %
5.0 - 7.49 %
2.5 - 4.99 %
0.0 - 2.49 %
減少
0.0 - 2.5 %
2.5 - 5.0 %
5.0 - 7.5 %
7.5 - 10.0 %
10.0 % 以上

| |                                        |  |
| 埼玉県と全国の年齢別人口分布（2005年） | 埼玉県の年齢・男女別人口分布（2005年） |  |
| ■紫色 ― 埼玉県 ■緑色 ― 日本全国 | ■青色 ― 男性 ■赤色 ― 女性              |  |
| 埼玉県（に相当する地域）の人口の推移 \| 1970年（昭和45年） \| 3,866,472人 \| \| \| 1975年（昭和50年） \| 4,821,340人 \| \| \| 1980年（昭和55年） \| 5,420,480人 \| \| \| 1985年（昭和60年） \| 5,863,678人 \| \| \| 1990年（平成2年） \| 6,405,319人 \| \| \| 1995年（平成7年） \| 6,759,311人 \| \| \| 2000年（平成12年） \| 6,938,006人 \| \| \| 2005年（平成17年） \| 7,054,243人 \| \| \| 2010年（平成22年） \| 7,194,957人 \| \| \| 2015年（平成27年） \| 7,266,534人 \| \| \| 2020年（令和2年） \| 7,344,765人 \| \| |                                        |  |
| 総務省統計局 国勢調査より |                                        |  |
| 1970年（昭和45年） | 3,866,472人                            |  |
| 1975年（昭和50年） | 4,821,340人                            |  |
| 1980年（昭和55年） | 5,420,480人                            |  |
| 1985年（昭和60年） | 5,863,678人                            |  |
| 1990年（平成2年） | 6,405,319人                            |  |
| 1995年（平成7年） | 6,759,311人                            |  |
| 2000年（平成12年） | 6,938,006人                            |  |
| 2005年（平成17年） | 7,054,243人                            |  |
| 2010年（平成22年） | 7,194,957人                            |  |
| 2015年（平成27年） | 7,266,534人                            |  |
| 2020年（令和2年） | 7,344,765人                            |  |

| 増加 10.0 % 以上 7.5 - 9.99 % 5.0 - 7.49 % 2.5 - 4.99 % 0.0 - 2.49 % | 減少 0.0 - 2.5 % 2.5 - 5.0 % 5.0 - 7.5 % 7.5 - 10.0 % 10.0 % 以上 |

### 平均年齢
46.6歳（男45.5歳、女47.8歳。2021年（令和3年）1月1日現在）

### 都市

#### 埼玉県内市町村別人口・面積・人口密度
| 埼玉県の市町村の人口、面積、人口密度（2025年7月1日） | 埼玉県の市町村の人口、面積、人口密度（2025年7月1日） | 埼玉県の市町村の人口、面積、人口密度（2025年7月1日） | 埼玉県の市町村の人口、面積、人口密度（2025年7月1日） | 埼玉県の市町村の人口、面積、人口密度（2025年7月1日） |
|                                                      | 市町村                                               | 人口                                                 | 面積                                                 | 人口密度                                             |
| ---------------------------------------------------- | ---------------------------------------------------- | ---------------------------------------------------- | ---------------------------------------------------- | ---------------------------------------------------- |
| 1                                                    | さいたま市                                           | 1,355,231 人                                         | 217.43km2                                            | 6,233人/km2                                          |
| 2                                                    | 川越市                                               | 354,267 人                                           | 109.13km2                                            | 3,246人/km2                                          |
| 3                                                    | 熊谷市                                               | 189,637 人                                           | 159.82km2                                            | 1,187人/km2                                          |
| 4                                                    | 川口市                                               | 595,559 人                                           | 61.95km2                                             | 9,614人/km2                                          |
| 5                                                    | 行田市                                               | 75,746 人                                            | 67.49km2                                             | 1,122人/km2                                          |
| 6                                                    | 秩父市                                               | 55,020 人                                            | 577.83km2                                            | 95人/km2                                             |
| 7                                                    | 所沢市                                               | 340,863 人                                           | 72.11km2                                             | 4,727人/km2                                          |
| 8                                                    | 飯能市                                               | 78,805 人                                            | 193.05km2                                            | 408人/km2                                            |
| 9                                                    | 加須市                                               | 110,668 人                                           | 133.30km2                                            | 830人/km2                                            |
| 10                                                   | 本庄市                                               | 77,072 人                                            | 89.69km2                                             | 859人/km2                                            |
| 11                                                   | 東松山市                                             | 92,661 人                                            | 65.35km2                                             | 1,418人/km2                                          |
| 12                                                   | 春日部市                                             | 225,309 人                                           | 66.00km2                                             | 3,414人/km2                                          |
| 13                                                   | 狭山市                                               | 146,205 人                                           | 48.99km2                                             | 2,984人/km2                                          |
| 14                                                   | 羽生市                                               | 51,959 人                                            | 58.64km2                                             | 886人/km2                                            |
| 15                                                   | 鴻巣市                                               | 116,496 人                                           | 67.44km2                                             | 1,727人/km2                                          |
| 16                                                   | 深谷市                                               | 138,716 人                                           | 138.37km2                                            | 1,003人/km2                                          |
| 17                                                   | 上尾市                                               | 228,201 人                                           | 45.51km2                                             | 5,014人/km2                                          |
| 18                                                   | 草加市                                               | 250,537 人                                           | 27.46km2                                             | 9,124人/km2                                          |
| 19                                                   | 越谷市                                               | 338,400 人                                           | 60.24km2                                             | 5,618人/km2                                          |
| 20                                                   | 蕨市                                                 | 75,472 人                                            | 5.11km2                                              | 14,769人/km2                                         |
| 21                                                   | 戸田市                                               | 142,582 人                                           | 18.19km2                                             | 7,838人/km2                                          |
| 22                                                   | 入間市                                               | 141,186 人                                           | 44.69km2                                             | 3,159人/km2                                          |
| 23                                                   | 朝霞市                                               | 144,577 人                                           | 18.34km2                                             | 7,883人/km2                                          |
| 24                                                   | 志木市                                               | 75,185 人                                            | 9.05km2                                              | 8,308人/km2                                          |
| 25                                                   | 和光市                                               | 84,686 人                                            | 11.04km2                                             | 7,671人/km2                                          |
| 26                                                   | 新座市                                               | 166,186 人                                           | 22.78km2                                             | 7,295人/km2                                          |
| 27                                                   | 桶川市                                               | 73,616 人                                            | 25.35km2                                             | 2,904人/km2                                          |
| 28                                                   | 久喜市                                               | 148,745 人                                           | 82.41km2                                             | 1,805人/km2                                          |
| 29                                                   | 北本市                                               | 64,191 人                                            | 19.82km2                                             | 3,239人/km2                                          |
| 30                                                   | 八潮市                                               | 94,768 人                                            | 18.02km2                                             | 5,259人/km2                                          |
| 31                                                   | 富士見市                                             | 113,324 人                                           | 19.77km2                                             | 5,732人/km2                                          |
| 32                                                   | 三郷市                                               | 141,237 人                                           | 30.13km2                                             | 4,688人/km2                                          |
| 33                                                   | 蓮田市                                               | 60,875 人                                            | 27.28km2                                             | 2,231人/km2                                          |
| 34                                                   | 坂戸市                                               | 99,525 人                                            | 41.02km2                                             | 2,426人/km2                                          |
| 35                                                   | 幸手市                                               | 48,236 人                                            | 33.93km2                                             | 1,422人/km2                                          |
| 36                                                   | 鶴ヶ島市                                             | 69,921 人                                            | 17.65km2                                             | 3,962人/km2                                          |
| 37                                                   | 日高市                                               | 53,112 人                                            | 47.48km2                                             | 1,119人/km2                                          |
| 38                                                   | 吉川市                                               | 71,038 人                                            | 31.66km2                                             | 2,244人/km2                                          |
| 39                                                   | ふじみ野市                                           | 113,556 人                                           | 14.64km2                                             | 7,757人/km2                                          |
| 40                                                   | 白岡市                                               | 52,148 人                                            | 24.92km2                                             | 2,093人/km2                                          |
| 41                                                   | 伊奈町                                               | 44,922 人                                            | 14.79km2                                             | 3,037人/km2                                          |
| 42                                                   | 三芳町                                               | 37,703 人                                            | 15.33km2                                             | 2,459人/km2                                          |
| 43                                                   | 毛呂山町                                             | 34,000 人                                            | 34.07km2                                             | 998人/km2                                            |
| 44                                                   | 越生町                                               | 10,265 人                                            | 40.39km2                                             | 254人/km2                                            |
| 45                                                   | 滑川町                                               | 20,029 人                                            | 29.68km2                                             | 675人/km2                                            |
| 46                                                   | 嵐山町                                               | 17,462 人                                            | 29.92km2                                             | 584人/km2                                            |
| 47                                                   | 小川町                                               | 26,523 人                                            | 60.36km2                                             | 439人/km2                                            |
| 48                                                   | 川島町                                               | 18,216 人                                            | 41.63km2                                             | 438人/km2                                            |
| 49                                                   | 吉見町                                               | 16,944 人                                            | 38.64km2                                             | 439人/km2                                            |
| 50                                                   | 鳩山町                                               | 12,721 人                                            | 25.73km2                                             | 494人/km2                                            |
| 51                                                   | ときがわ町                                           | 9,780 人                                             | 55.90km2                                             | 175人/km2                                            |
| 52                                                   | 横瀬町                                               | 7,359 人                                             | 49.36km2                                             | 149人/km2                                            |
| 53                                                   | 皆野町                                               | 8,565 人                                             | 63.74km2                                             | 134人/km2                                            |
| 54                                                   | 長瀞町                                               | 6,202 人                                             | 30.43km2                                             | 204人/km2                                            |
| 55                                                   | 小鹿野町                                             | 9,582 人                                             | 171.26km2                                            | 56人/km2                                             |
| 56                                                   | 東秩父村                                             | 2,338 人                                             | 37.06km2                                             | 63人/km2                                             |
| 57                                                   | 美里町                                               | 10,542 人                                            | 33.41km2                                             | 316人/km2                                            |
| 58                                                   | 神川町                                               | 12,640 人                                            | 47.40km2                                             | 267人/km2                                            |
| 59                                                   | 上里町                                               | 29,896 人                                            | 29.18km2                                             | 1,025人/km2                                          |
| 60                                                   | 寄居町                                               | 30,770 人                                            | 64.25km2                                             | 479人/km2                                            |
| 61                                                   | 宮代町                                               | 33,639 人                                            | 15.95km2                                             | 2,109人/km2                                          |
| 62                                                   | 杉戸町                                               | 42,689 人                                            | 30.03km2                                             | 1,422人/km2                                          |
| 63                                                   | 松伏町                                               | 27,007 人                                            | 16.20km2                                             | 1,667人/km2                                          |
| 計                                                   |                                                      | 7,333,086 人                                         | 3,797.75 km2                                         | 1,932人/km2                                          |

### 埼玉県人口動態
一貫して人口増加が続いている。1995年までは全国でも1位か2位の非常に高い人口増加率を記録した。1990年代後半に入ると都心回帰の影響やベッドタウンとしては神奈川県が好まれる傾向が出るようになったため、埼玉県の人口増加は緩やかになっている。
| 実施年 | 人口（人） | 増減人口（人） | 人口増減率(%) | 国内増減率(%) | 増加率全国順位 |
| ------ | ---------- | -------------- | ------------- | ------------- | -------------- |
| 1960年 | 2,430,871  | -              | -             | -             | -              |
| 1965年 | 3,014,983  | 584,112        | 24.03         | 5.20          | 2位            |
| 1970年 | 3,866,472  | 851,489        | 28.24         | 5.54          | 1位            |
| 1975年 | 4,821,340  | 954,868        | 24.70         | 7.92          | 1位            |
| 1980年 | 5,420,480  | 599,140        | 12.43         | 4.57          | 2位            |
| 1985年 | 5,863,678  | 443,198        | 8.18          | 3.40          | 2位            |
| 1990年 | 6,405,319  | 541,641        | 9.24          | 2.12          | 1位            |
| 1995年 | 6,759,311  | 353,992        | 5.53          | 1.58          | 1位            |
| 2000年 | 6,938,006  | 178,695        | 2.64          | 1.08          | 5位            |
| 2005年 | 7,054,243  | 116,237        | 1.68          | 0.66          | 7位            |
| 2010年 | 7,194,556  | 140,313        | 1.99          | 0.23          | 7位            |
| 2015年 | 7,266,534  | 71,978         | 1.00          | 0.75          | 3位            |
| 2020年 | 7,344,765  | 78,231         | 1.08          | 0.75          | 4位            |

### 千葉・神奈川・東京との人口推移比較
1995年から2020年の25年間で埼玉県は60万人程の人口増加を記録している。一方で神奈川県は約100万人、東京都に至っては都心回帰の影響もあり200万人以上人口が増加している。
| 実施年 | 埼玉県人口(人) | 千葉県人口(人) | 神奈川人口(人) | 東京都人口(人) | 埼玉県増加率 | 千葉県増加率 | 神奈川増加率 | 東京都増加率 |
| ------ | -------------- | -------------- | -------------- | -------------- | ------------ | ------------ | ------------ | ------------ |
| 1970年 | 3,866,472      | 3,366,624      | 5,472,247      | 11,408,071     | -            | -            | -            | -            |
| 1995年 | 6,759,311      | 5,797,782      | 8,245,900      | 11,773,605     | 74.8         | 72.2         | 50.7         | 3.2          |
| 2020年 | 7,344,765      | 6,284,480      | 9,237,337      | 14,047,594     | 8.7          | 8.4          | 12.0         | 19.3         |

## 政治

### 県政
- 知事 - 大野 元裕（）

2019年（令和元年）8月25日初当選。8月31日就任。
現在2期目。任期満了日は2027年（令和9年）8月30日。

#### 歴代埼玉県知事（公選制以降のみ）
- 第42代（公選制初代） 西村実造（1947年4月12日 - 1949年3月28日、1期・官選制で1期在任）
- 第43代・第44代（公選制第2代） 大沢雄一（1949年5月17日 - 1956年5月29日、2期）
- 第45代 - 第48代（公選制第3代） 栗原浩（1956年7月16日 - 1972年7月12日、4期）
- 第49代 - 第53代（公選制第4代） 畑和（1972年7月13日 - 1992年7月12日、5期）
- 第54代 - 第56代（公選制第5代） 土屋義彦（1992年7月13日 - 2003年7月18日、3期）
- 第57代 - 第60代（公選制第6代） 上田清司（2003年8月31日 - 2019年8月30日、4期）
- 第61代（公選制第7代） 大野元裕（2019年8月31日 -  、2期）

#### 県の主要施設
- 埼玉県本庁舎（さいたま市浦和区）
- 埼玉県議会議事堂（さいたま市浦和区）
- 埼玉県知事公館（さいたま市浦和区）
- 埼玉県危機管理防災センター（さいたま市浦和区）
- 埼玉県浦和合同庁舎（さいたま市浦和区）
- 埼玉県公安委員会（さいたま市浦和区）
- 埼玉県警察本部（さいたま市浦和区）
- 埼玉県警運転免許センター（鴻巣市）
  - 岩槻高齢者講習センター（さいたま市岩槻区）
- 埼玉県パスポートセンター（さいたま市大宮区）
- 埼玉県立図書館
  - 埼玉県立熊谷図書館（熊谷市）
  - 埼玉県立久喜図書館（久喜市）
- 埼玉県立文書館（さいたま市浦和区）
- 埼玉スタジアム2002公園（さいたま市緑区）
- さいたまスーパーアリーナ（さいたま市中央区）
- 大宮公園（さいたま市大宮区・見沼区）
  - 埼玉県営大宮公園野球場
  - 大宮公園サッカー場（NACK5スタジアム大宮）
- 熊谷スポーツ文化公園（熊谷市）
  - 熊谷スポーツ文化公園陸上競技場
  - 彩の国くまがやドーム
  - 県営熊谷ラグビー場
- 上尾運動公園（上尾市）
  - さいたま水上公園
  - 埼玉県立武道館
  - 埼玉アイスアリーナ
- 川越水上公園（川越市）
- しらこばと水上公園（越谷市・さいたま市岩槻区）
- 加須はなさき水上公園（加須市）
- さいたま水族館（羽生市）
- 埼玉県こども動物自然公園（東松山市）
- 北浦和公園（さいたま市浦和区）
- 埼玉県立近代美術館（さいたま市浦和区）
- 埼玉県立歴史と民俗の博物館（さいたま市大宮区）
- 埼玉県立さきたま史跡の博物館（行田市）
- 埼玉県立嵐山史跡の博物館（比企郡嵐山町）
- 埼玉県立自然の博物館（秩父郡長瀞町）
- 埼玉県立川の博物館（大里郡寄居町）
- さいたま文学館（桶川市）
- 埼玉県環境科学国際センター（加須市）
- 埼玉県平和資料館（埼玉ピースミュージアム）（東松山市）
- 埼玉会館（さいたま市浦和区）
- 彩の国さいたま芸術劇場（さいたま市中央区）
- 大宮ソニックシティ（さいたま市大宮区）
- 東部地域振興ふれあい拠点施設（ふれあいキューブ）（春日部市）
- 埼玉県県民活動総合センター（北足立郡伊奈町）
- 埼玉県立職業能力開発センター（さいたま市北区）
- 埼玉県立がんセンター（北足立郡伊奈町）
- 埼玉県立循環器・呼吸器病センター（熊谷市）
- 埼玉県衛生研究所（比企郡吉見町）
- 埼玉県県民健康センター（さいたま市浦和区）
- 大久保浄水場（さいたま市桜区）

#### インターネット放送
埼玉県はインターネット放送を通して知事記者会見、県議会中継などを映像配信し県政の広報に務めている。

### 国政
衆議院の小選挙区が16。参議院では全県で1区を構成。

#### 国の機関
※全都道府県に設置されているものを除く。
| 省庁・裁判所 | 機関 |
| ------------ | --- |
| 財務省       | - 関東財務局（さいたま新都心） |
| 国税庁       | - 関東信越国税局（さいたま新都心） - 税務大学校（和光市） - 関東信越国税不服審判所（さいたま新都心） |
| 警察庁       | - 関東管区警察局（さいたま新都心） |
| 総務省       | - 関東管区行政評価局（さいたま新都心） |
| 厚生労働省   | - 関東信越厚生局（さいたま新都心） - 労働大学校（朝霞市） - 国立武蔵野学院（さいたま市緑区） - 国立保健医療科学院（和光市）                                                                               |
| 農林水産省   | - 関東農政局（さいたま新都心） |
| 環境省       | - 関東地方環境事務所（さいたま新都心） - 環境調査研修所（所沢市） |
| 経済産業省   | - 関東経済産業局（さいたま新都心） |
| 国土交通省   | - 関東地方整備局（さいたま新都心） - 東京航空交通管制部（所沢市） |
| 法務省       | - 東京矯正管区（さいたま新都心） - 関東地方更生保護委員会（さいたま新都心） |
| 公安調査庁   | - さいたま公安調査事務所（さいたま市浦和区） |
| 防衛省       | - 北関東防衛局（さいたま新都心） - 埼玉地方協力本部（さいたま市浦和区） - 陸上自衛隊大宮駐屯地（さいたま市北区） - 航空自衛隊入間基地（狭山市） - 航空自衛隊熊谷基地（熊谷市） - 防衛医科大学校（所沢市） |
| 文部科学省   | - 理化学研究所（和光市） |
| 人事院       | - 関東事務局（さいたま新都心） - 公務員研修所（入間市） |
| 最高裁判所   | - 司法研修所（和光市） - 裁判所職員総合研修所（和光市） |

## 経済・産業

### 産業
2020年（令和2年）度の名目県内総生産は22兆9,226億円である。2021年（令和3年）時点での県内の事業所数は261,920事業所で全国5位である。
産業別の事業所数では卸売・小売業、サービス業、建設業、製造業、宿泊業・飲食サービス業の順に多く、従業者数では卸売・小売業、製造業、医療・福祉、サービス業、運輸・郵便業の順に多い（2021年6月現在）。また、市町村別の事業所数ではさいたま市、川口市、熊谷市、川越市、所沢市と続き、従業者数ではさいたま市、川口市、川越市、所沢市、熊谷市と続く。2021年（令和3年）の年間商品販売額は17兆2,479億円（全国7位）、製造品出荷額などは、14兆2,540億円（全国6位）である。

### 農林水産業
農業産出額は1,528億円で全国21位（2021年）。東京まで30 - 100 km程度であり消費地までの近さを活かした野菜の生産が盛んで農業産出額の約半分が野菜、次いで畜産、米となっている。ネギ、ホウレンソウ、コマツナなどの新鮮さを活かした葉物野菜の他、サトイモとカブが都道府県別で上位に入る。これらの畑作作物はコマツナとネギを除けば、熊谷市や深谷市などの北部地域か川越市、所沢市、狭山市などの南西部の台地に多い。コマツナはさいたま市や川口市も含む南部全域で、またネギは水田を転換したような土地でも作りやすいことから、有名な深谷市周辺のほかにも越谷市や吉川市などの東部地域が有数の産地となっている。水田は県内各地にあるが、全国的に広く知られたコメの品種は無い。地球温暖化を見越した高温耐性品種の「彩のきずな」等が開発されている。うどん文化もあり、麦類は北部地域でコメとの二毛作で栽培される。2020年代の作付面積は5000haほどで大半がコムギ、作付面積は1960年代の1/10程度まで落ち込んでいる。伝統野菜としては青ナス、秩父のしゃくし菜、のらぼう菜、川越周辺のサツマイモなどがある。
狭山市、川越市、入間市、所沢市などの南西部の台地ではチャノキの生産が盛んで狭山茶で知られる。花の生産はパンジーが全国1位の他ユリやチューリップも上位に入る。畜産物の出荷額は採卵鶏が多く、乳牛、豚が続く。肉用鶏（ブロイラー）は殆ど生産されていない。
林業は県西部の山岳地帯を中心に行われ、主力樹種はスギとヒノキ。12万haの森林面積の8割が私有林である。奥秩父の高山にはモミ属やツガ属の原生林も残り、場所によってはアラカシなどの南方系樹種も混じる。中部から東部北部の平野部は薪炭目的の里山や屋敷林などが発達した。
大小さまざまな河川や用水路が多い平野の内陸県でありウナギ、ナマズ、コイ、フナ、ドジョウ、タニシなどの淡水魚介類を食べる文化がかつては色濃くあった。海産魚介類や各種畜産製品の流通、刺身や寿司などの生食文化の流行、水田や河川の開発と汚染によりだいぶ衰退してきているが、水田地帯や見沼のような湿地帯に近く旧街道沿いだった浦和、越谷、川越、熊谷などにはウナギを中心にコイやドジョウも扱う江戸時代創業という料理店が何軒か残る。養殖は観賞魚を中心に行われ、食用種としてはホンモロコとナマズを中心に行われている。

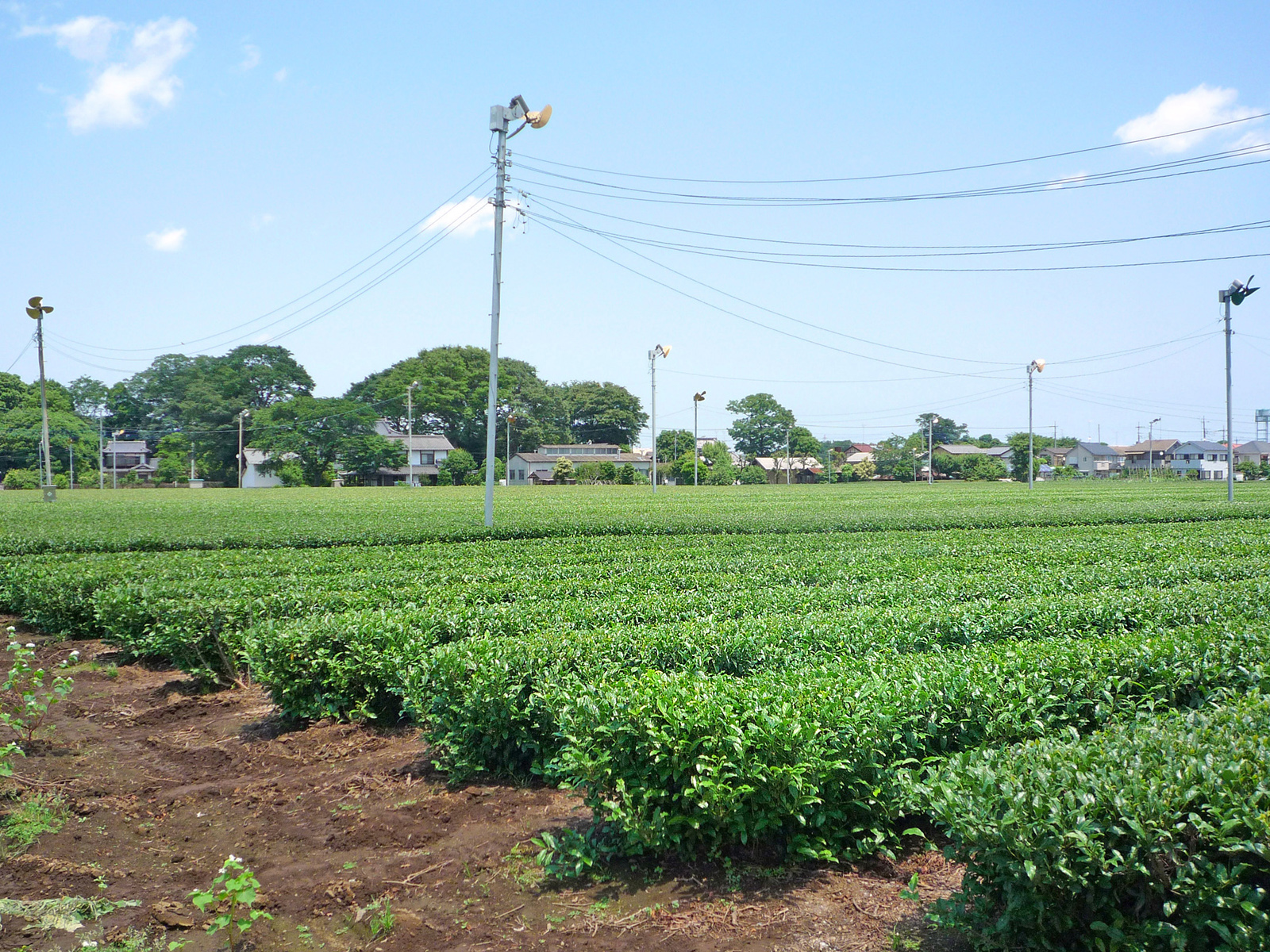
茶畑（所沢市）
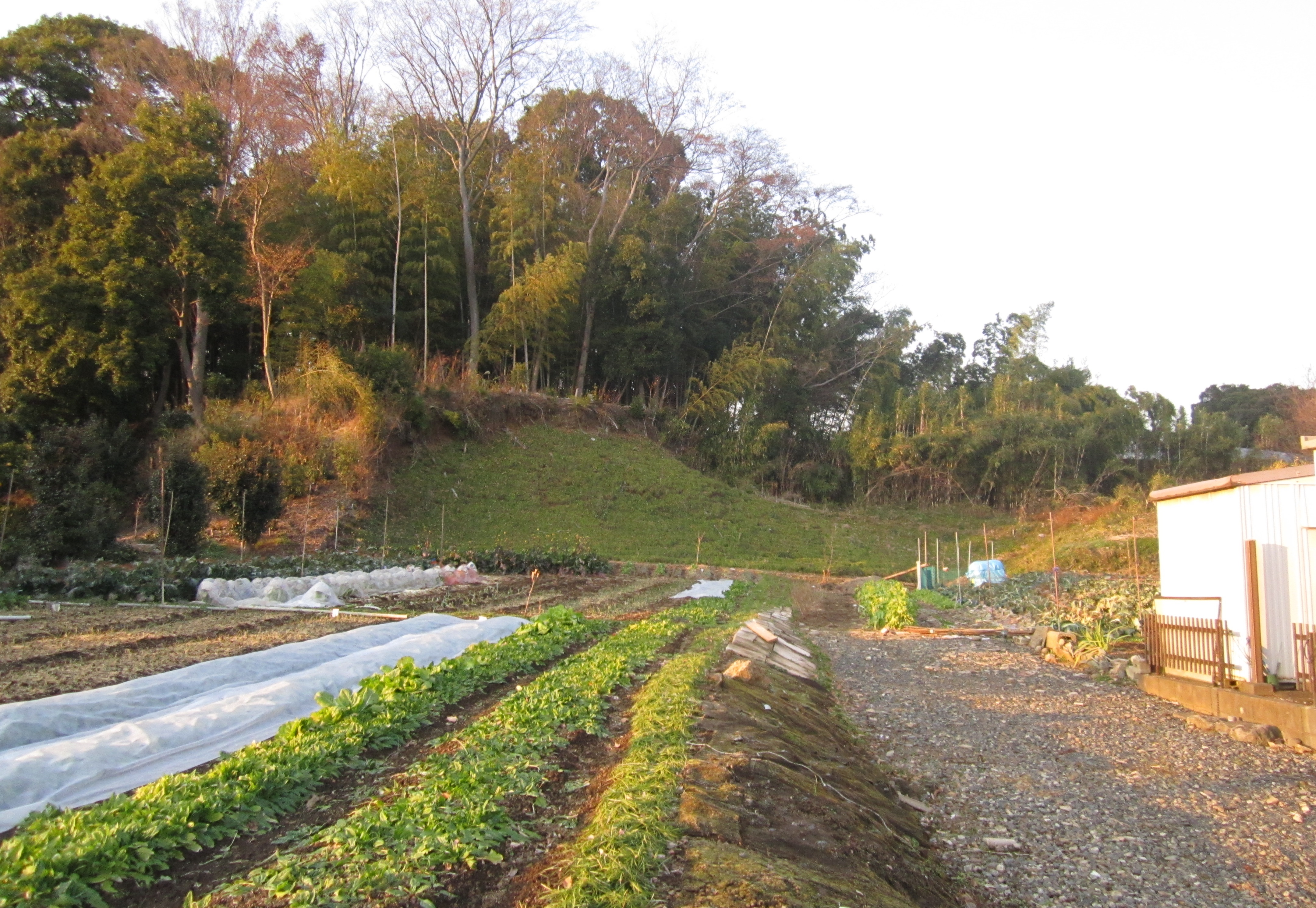
畑と里山（春日部市）
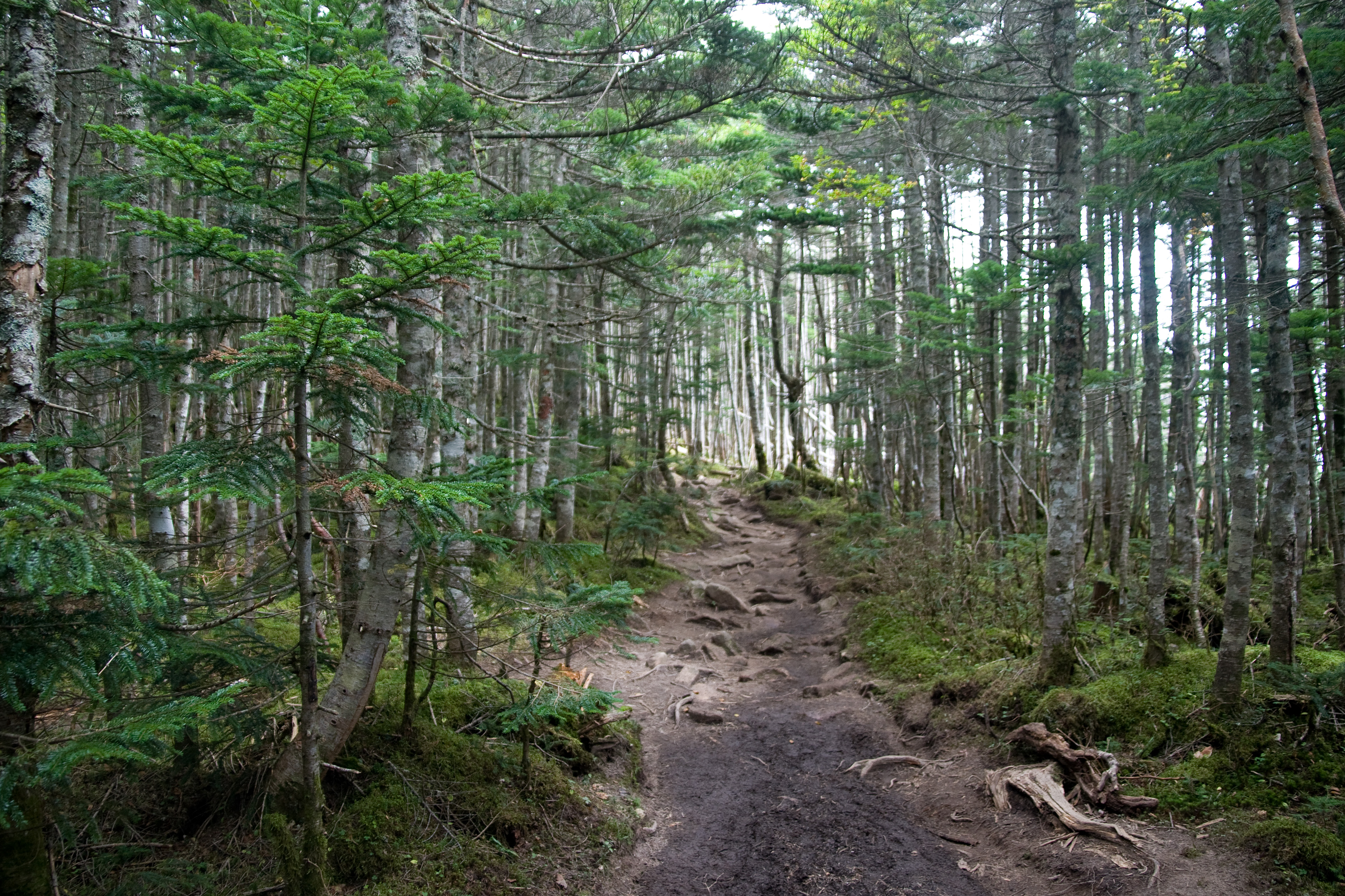
奥秩父のモミとツガの原生林（秩父市）
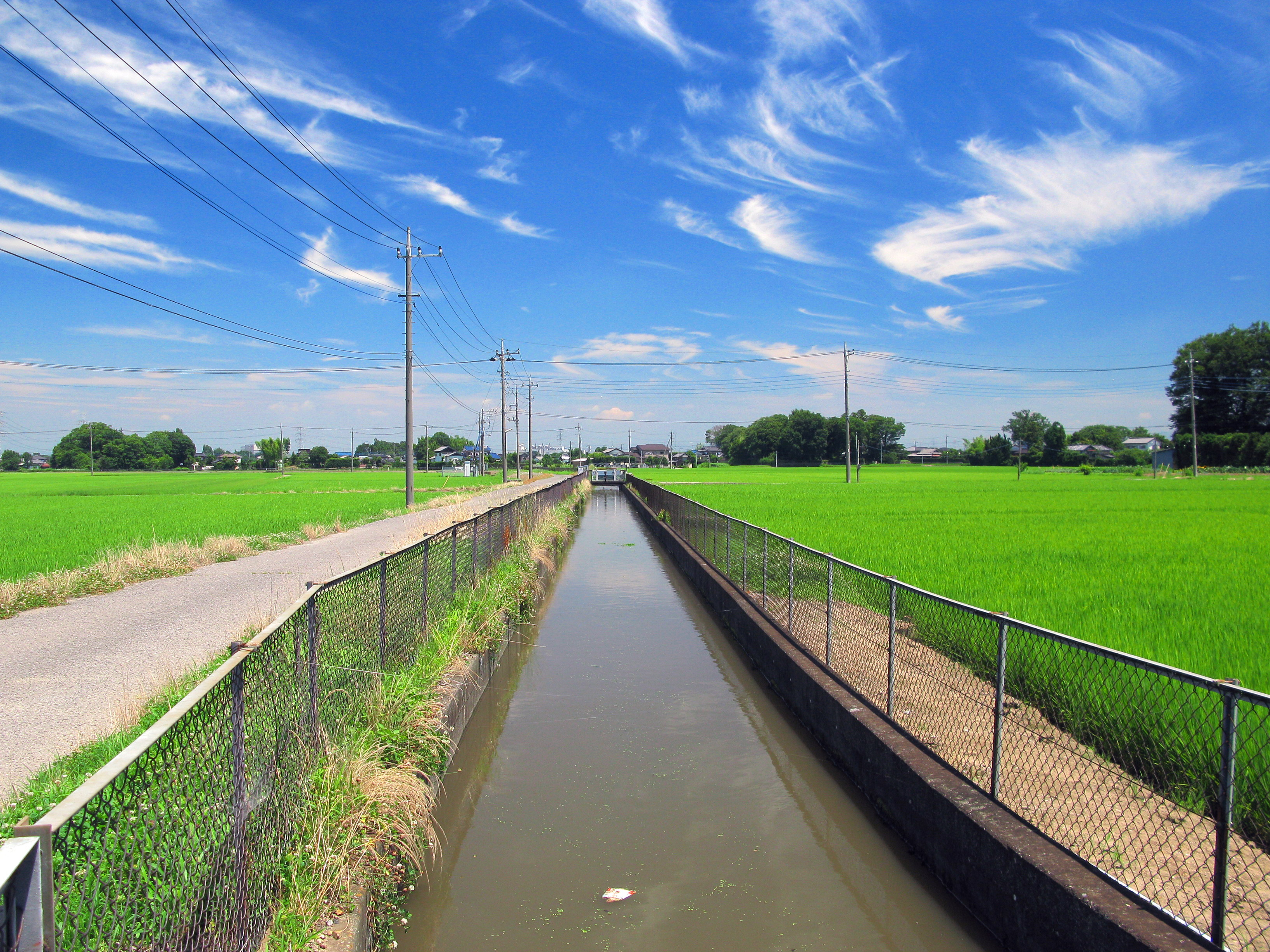
用水路と水田は東部を中心によく見られる光景（幸手市）

### 鉱工業
洋菓子やチョコレート類の生産額は、全国トップクラスで日本有数のスイーツ王国でもある。

### サービス産業
2014年（平成26年）の観光客入込数は約1億628万人と推計されており、近年増加傾向にある。目的別で最も多いのは各種行事まつり見学客で、スポーツ客、遊園地客がこれに続く。寺社参詣・文化財・産業観光客数は増加傾向にある。

### 県内の主要企業
Category:埼玉県の企業を参照。

#### 金融機関
- 埼玉りそな銀行
- 武蔵野銀行
- 埼玉縣信用金庫
- 青木信用金庫
- 飯能信用金庫
- 川口信用金庫
- 埼玉信用組合
- 熊谷商工信用組合
- 埼玉県医師信用組合
- りそな総合研究所
- りそな保証

## 生活

### 警察
- 埼玉県警察

### 医療・福祉
災害拠点病院
- 埼玉県災害拠点病院

保育所
- 埼玉県保育所一覧

### マスメディア

#### 新聞社
- 埼玉新聞

#### テレビ局
- テレビ埼玉（TVS・テレ玉 独立テレビ放送局）

※県域放送のテレビ埼玉のほかに、広域放送のNHK放送センター（総合テレビ・Eテレ）と在京キー局5局（日本テレビ・テレビ朝日・TBSテレビ・テレビ東京・フジテレビ）が県内全域が放送対象地域に、また放送対象地域外のTOKYO MXが県内東部のほとんど、チバテレが県南東部、群馬テレビが県北部 で受信エリアのめやすとなっている。
また県内各所にNHK放送センターと広域民放5社の地上デジタルテレビジョンの中継局（児玉・本庄・小鹿野・小川・鬼石・秩父定峰・秩父・秩父栃谷・飯能上赤工・飯能唐竹・飯能原市場・風布・横瀬根古谷の各中継局） が設置されている。 ※送信チャンネルについては総務省関東総合通信局のウェブサイト（デジタル中継局開局情報）を参照。

#### ラジオ局
らじる★らじる・radikoの運用開始により、関東広域放送・都県域放送に関わらず、NHK、在京民放AM・FM・短波の各8局は、電波を受信出来ない地域でも県内全域でインターネット経由での聴取が可能になった。
さらに神奈川県域放送のラジオ日本・FMヨコハマ、千葉県域のBAYFM78、茨城県域放送のLuckyFM茨城放送も県内全域で聴取可能になった。当県域のFM NACK5も関東1都6県全域で聴取可能になった。
- FMラジオ局
  - FM NACK5（旧:エフエム埼玉。独立局）
    - 放送対象地域は当県のみだが、関東平野一円で聴取可能となっている[261]。また前述した通りradikoでは関東1都6県で配信されている。

  - NHKさいたま放送局
  - ※他にInterFM897が、県内の対象地域はさいたま市のみではあるが[262]、南部を中心に放送区域となっている[263]。放送対象地域外のTOKYO FM（概ね秩父地域以外の平野部[264][265]）[266]、FM GUNMA（県北部[267]）、J-WAVE[268]、FMヨコハマ[269]、BAYFM78（県東部[270]）、エフエム富士[271] がそれぞれ県内の一部が放送エリアのめやすとなる。
- AMラジオ局

※後述する当県に送信所があるAMラジオの他にニッポン放送が放送対象地域になっている。
- コミュニティ放送
  - FM CHAPPY（旧:エフエム入間）（入間市を中心とした県南西部一帯）
  - フラワーラジオ（鴻巣市）
  - REDS WAVE（さいたま市）
  - ナナコライブリーエフエム（旧:すまいるエフエム→クローバーラジオ）（朝霞市・志木市・新座市・和光市）
  - FM Kawaguchi（川口市）
  - ハロー・ハッピーこしがやエフエム868（越谷市）
  - 発するFM（入間郡三芳町・ふじみ野市・富士見市）
  - FMクマガヤ（熊谷市・行田市）
  - ちちぶエフエム（秩父市）
  - ラジオ川越（川越市）
  - FMふっかちゃん（深谷市）
  - はぐくみラジオ（本庄市・児玉郡上里町・神川町・美里町）
  - FMわたらせ（加須市）

#### ケーブルテレビ局
- 埼玉県のケーブルテレビ局（参照）

#### 送信所がある放送局
- NHK平野原放送所
- NHK菖蒲久喜ラジオ放送所
- NHK新開ラジオ放送所

その他、アメリカ軍による放送であるAFN Tokyoのラジオ放送の送信所が和光市の理化学研究所和光本所に南接して所在(演奏所は東京都福生市)。

##### 広域放送
下記の関東地方の広域放送局の送信所が埼玉県内にある。
- NHK（NHKラジオ第1放送、NHKラジオ第2放送）- NHK菖蒲久喜ラジオ放送所（演奏所は東京都渋谷区）
- TBSラジオ - 戸田市（本社は東京都港区）
- 文化放送 - 川口市（本社は東京都港区）

##### 県域放送
- NHKさいたま放送局・テレビ埼玉 - 平野原送信所（NHKさいたま放送局は県域FM放送の送信のみ）
- FM NACK5 - 比企郡ときがわ町の飯盛峠

## 教育
| 国立研究開発法人 - 理化学研究所 大学 国立 - 埼玉大学 公立 - 埼玉県立大学 私立 - 浦和大学 - 共栄大学 - 埼玉医科大学 - 埼玉学園大学 - 埼玉工業大学 - 十文字学園女子大学 - 城西大学 - 尚美学園大学 - 女子栄養大学 - 駿河台大学 - 聖学院大学 - 西武文理大学 - 東京国際大学 - 東都大学 - 東邦音楽大学 - 獨協大学 - 日本工業大学 - 日本医療科学大学 - 日本保健医療大学 - 日本薬科大学 - 人間総合科学大学 - 文教大学 - 平成国際大学 - 武蔵野学院大学 - ものつくり大学 通信制大学 - 放送大学 埼玉学習センター 短期大学 私立 - 秋草学園短期大学 - 川口短期大学 - 国際学院埼玉短期大学 - 埼玉医科大学短期大学 - 埼玉純真短期大学 - 埼玉女子短期大学 - 埼玉東萌短期大学 - 城西短期大学 - 武蔵丘短期大学 - 武蔵野短期大学 - 山村学園短期大学 | 専修学校 - 埼玉県専修学校一覧 特別支援学校 - 埼玉県特別支援学校一覧 高等学校 - 埼玉県高等学校一覧 中学校 - 埼玉県中学校一覧 小学校 - 埼玉県小学校一覧 幼稚園 - 埼玉県幼稚園一覧 宗教学校 - 日本キリスト教会神学校 - 東京聖書学校 外国人学校 - 埼玉県外国人学校一覧 |

その他教育機関
省庁大学校
- 防衛医科大学校

## 交通

### 鉄道
埼玉県に所在する駅数は230駅であり、千葉県（336駅）と比較して100駅以上少なく、京都府（241駅）と同じ程度である。これは京浜東北線と埼京線のように駅間で競合する路線が少なく、県の面積も比較的狭いためである。
さいたま市大宮区の大宮駅は県内最大のターミナル駅かつ県内の中心駅であり、大宮エリアは日本国有鉄道（国鉄）大宮工場を母体とする東日本旅客鉄道（JR東日本）大宮総合車両センターおよび日本貨物鉄道（JR貨物）大宮車両所を中心に繁栄したことにより、かつて国鉄より「鉄道の町」の一つとして公式認定されていた程であった。JRでは東北本線上の主要駅の一つであり、新幹線は、東北新幹線・山形新幹線・秋田新幹線・北海道新幹線・上越新幹線・北陸新幹線の全列車が停車することで、さいたま市から「東日本の玄関口」として位置づけられている。在来線では、京浜東北線・宇都宮線・高崎線・上野東京ライン・湘南新宿ライン・埼京線・川越線の全列車が停車、武蔵野線の一部（むさしの号・しもうさ号）も乗り入れている（高崎線と川越線は起点駅）。さらに東武野田線（東武アーバンパークライン）と埼玉新都市交通伊奈線（ニューシャトル）が共に始発駅（起点駅）として乗り入れている。ニューシャトルは鉄道博物館へのアクセス路線としての役割を担い、大宮駅から乗車して一駅目の鉄道博物館駅がアクセス駅となる。大宮駅の一日平均の乗降人員は約70万人と埼玉県内で最も多く、東京駅に次いで全国第2位の合計16路線が乗り入れている。隣接するさいたま新都心駅周辺と大宮駅周辺とは一帯的にオフィス街や繁華街が形成（コナベーション化）されており、両駅を中心に国の機関や金融機関・民間企業・店舗・飲食店などが多く集積、さいたま市役所の移転も市議会で決定され、交通網の利便さゆえに県外からのビジネス客も多く、埼玉県内で最も賑わいのある経済・商業エリアとなっている。また大宮駅は「首都圏の住みたい街（駅）ランキング」でもトップ3入りするなど人気のエリアとなっている（2024年のSUUMO発表によると、1位横浜駅、2位大宮駅、3位吉祥寺駅、4位恵比寿駅、5位新宿駅の順）。県および市の代表駅は浦和駅と一般表記されるが、街の人口比や県庁舎・市役所の最寄駅という名目上の理由ではなく「事実上の埼玉県およびさいたま市の代表駅・中心駅は大宮駅である」と言われる所以は上記の事実に由来する。
宇都宮線・高崎線と京浜東北線は川口駅の南で、埼京線は戸田公園駅の南でそれぞれ荒川を渡って東京都心へ直結する。2001年12月1日に湘南新宿ラインが、2015年3月14日に上野東京ラインが開業して東京都心への速達性と利便性が大幅に向上し、特に京浜東北線沿線は与野駅を除く全駅で一日平均乗降人員が10万人を越え、最も人口密度が高い地域である。
1970年代に東北・上越新幹線の建設計画の変更（地下トンネルから高架線に変更）に端を発した大宮駅以南の県南部の区間の住民による新幹線建設反対運動は、新幹線の開業計画を変更（大宮駅から暫定開業）する程苛烈なものであった。その見返りとして、新幹線に並行して通勤新線（埼京線）を建設し、併せて騒音対策として都市施設帯（いわゆる「環境空間」）を設けることで合意した。同じく大宮駅以北の区間に位置する伊奈町は、長年鉄道の建設を要望していたが、こちらには新幹線に並行して新交通システム（埼玉新都市交通伊奈線〈ニューシャトル〉）を建設することで合意し、1980年代にそれぞれの路線が開業した。
大宮駅以北の宇都宮線・高崎線の沿線は、東北・上越新幹線の開業に伴い長距離列車が削減され、中距離電車が増発されたことを契機に住宅開発が進展した。さらに、埼京線は車両基地の設置先となった事で電化した川越線と東京臨海高速鉄道りんかい線に乗り入れる。
県の東部は東武伊勢崎線・東武日光線、首都圏新都市鉄道つくばエクスプレスと第三セクターの地下鉄である埼玉高速鉄道線が、県の西部は東武東上線、西武新宿線・西武池袋線と西武秩父線がそれぞれ東京都心に直結している。東武伊勢崎線と東武日光線は東京メトロ日比谷線と東京メトロ半蔵門線に、埼玉高速鉄道線は東京メトロ南北線に、東武東上本線と西武池袋線は東京メトロ有楽町線と東京メトロ副都心線に乗り入れる（西武池袋線は西武有楽町線経由で乗り入れ）。
このように東京都心に直結して県内を南北に縦断する路線が多い反面、県内を東西に横断する路線は少ない。このうち県南部を横断して多数の路線と接続する武蔵野線が最も輸送人員が多く、JR東日本の東京メガループの対象路線に指定されている。さらに、武蔵野線の貨物線を活用した大宮駅への直通運転（むさしの号・しもうさ号）も行なわれている。同じく県南部の横断路線では、大宮駅に接続する東武野田線および川越線が該当するが、東武野田線は春日部駅以東に、川越線は日進駅以西に単線区間を残している。なお、川越線は「日本一混雑する単線路線」として知られる。坂戸駅から西側に分岐する東武越生線は2008年からワンマン運転が行われているが、南側にある川越線よりも運転本数は多い。熊谷駅に接続する秩父鉄道秩父本線は、羽生駅から秩父市方面へ県北部を横断しているが、全線単線で利用者数が少なく、県が設備整備に対して補助金を交付している。
県の西部を南北に縦断する全線単線の八高線は、高麗川駅を境に電化区間と非電化区間に分けられており、高麗川駅より北側は県内で唯一の非電化区間である。したがって、運行系統は高麗川駅で完全分断されており、高崎駅方面は事実上すべての列車が同駅始発となる。同様に川越線も川越駅で運行系統が終日完全分断され、東側は同駅を始発として大宮駅から埼京線・りんかい線へ、西側も同駅始発として高麗川駅から八高線を経由し県境を跨ぎ八王子駅まで乗り入れている。
所沢駅の隣駅である西所沢駅から西側に分岐する西武狭山線は、戦前から行楽客輸送のための観光路線であったが、1970年代に買収により福岡市から移転して来たプロ野球（NPB）球団・西武ライオンズの本拠地（ファームチームも同様）として建設した西武ライオンズ球場へのアクセス路線に変貌した。更に、西武新宿線側（西武拝島線・西武多摩湖線経由）のアクセス路線として、関東の大手私鉄としては唯一の軽便鉄道軌間の観光路線だった西武山口線を新交通システム路線に改修してこれに対応した。西武山口線は後に「レオライナー」の愛称が付けられ、西武池袋線側からも西武園ゆうえんちへのアクセス路線として、最寄駅である西武園ゆうえんち駅へ接続している。埼玉西武ライオンズの準本拠地である県営大宮球場、隣接するRB大宮アルディージャ・大宮アルディージャVENTUSの本拠地であるNACK5スタジアム大宮へは、大宮駅または東武野田線の北大宮駅・大宮公園駅がそれぞれ最寄駅となる。浦和レッズの本拠地である埼玉スタジアム2002へは埼玉高速鉄道線の浦和美園駅が最寄駅となるが、浦和駅からシャトルバスで向かうサポーターが多い。三菱重工浦和レッズレディースの本拠地・浦和レッズの準本拠地である浦和駒場スタジアムは、北浦和駅が最寄駅となる。埼玉ワイルドナイツの本拠地である熊谷ラグビー場（練習フィールドのさくらオーバルフォートも含む）へは、熊谷駅からのシャトルバス（主にラグビーロードのルートが多い）がアクセス手段となる。また県内に本拠を置くプロ野球（NPB）球団のファームチームとして、東京ヤクルトスワローズのヤクルト戸田球場、千葉ロッテマリーンズのロッテ浦和球場へは共に武蔵浦和駅が最寄駅となっている（いずれも将来的に移転計画が発表されている）。
2024年度現在、県内で朝ラッシュ時の混雑率が最も高い路線は埼京線の163%であり、最混雑区間は板橋駅 → 池袋駅間である。2010年度まで混雑率が200%を超えていたが、広幅車体の導入により2014年度に190%を下回った。京浜東北線の南行は長い間上野駅 → 御徒町駅間で200%を超えていたが、2014年度に上野東京ラインが開業したことで同区間の混雑が大幅に緩和され、2015年度から最混雑区間が川口駅 → 赤羽駅間に変更された。当初は貨物線として計画された武蔵野線はラッシュ時の本数が少なく、2006年度まで混雑率が200%を超えていたが、本数の増加により2015年度に180%を下回った。
東武伊勢崎線は1974年に関東私鉄で初めて複々線化を行い、2001年に北千住駅 - 北越谷駅間、2021年現在、JR以外では最長の18.9 kmで複々線化が完了した。朝ラッシュ時は東急田園都市線や京王線と匹敵する輸送量を記録しているが、混雑率は160%を下回る。1974年の北千住駅 - 竹ノ塚駅間の複々線化竣工前の1969年度の秋季交通量調査では、朝ラッシュの最混雑区間である小菅駅 → 北千住駅間の混雑率は248%を記録し、当該年度では大手私鉄の路線で最高値を計上していた。西武池袋線は千鳥停車を採用して速達性を確保しつつ混雑の平準化を図ったが、1993年度まで混雑率が200%を超え、当時の関東私鉄で小田急小田原線と匹敵して最も混雑率が高い路線だった。1994年に西武有楽町線の全線が、1997年に都営地下鉄大江戸線が新宿駅まで延伸開業したことで輸送量が減少し、2000年度に混雑率が170%を下回った。
東武東上線は1962年から特急車両が存在しなかったが、2008年に関東私鉄で初めてクロスシートとロングシートに転換できるマルチシート車両を導入した。ラッシュ時はクロスシートでTJライナーなどの優等列車に充当し、日中はクロスシートで優等列車（川越特急）、ロングシートで一般列車の運用に充当する。2017年に西武池袋線でも同様の機能を持つ車両を導入し、S-TRAINとして平日は東京メトロ有楽町線に、土休日は東京メトロ副都心線・東急東横線経由で横浜高速鉄道みなとみらい線に直通する。東武伊勢崎線でもTJライナーと同様の車両を2020年に導入して、東京メトロ日比谷線に直通するTHライナーの運行を開始した。
地下鉄事業者の東京メトロは、直通運転により5路線が当県に乗り入れているが、その一方で都営地下鉄は乗り入れていない。

### バス
川口市周辺は国際興業バスが、秩父市周辺は西武観光バスが路線バスを一手に引き受けているが、それ以外の地域では路線の競合が見られる。県内最大のターミナル駅である大宮駅では、東口に国際興業バスと東武バスが、西口に東武バスと西武バスがそれぞれ乗り入れている。
東武線・東上線沿線は東武バスが、西武線沿線は西武バスが多数の路線を担っている。東武バスは2000年ごろに多数の営業所が移管され、越谷市より北側の東部地域で運行されていた路線は朝日自動車と茨城急行自動車に、坂戸市より北側の西部地域で運行されていた路線は川越観光自動車に、JR高崎線沿線においては熊谷周辺地区で国際十王交通にそれぞれ移管された。2002年に分社化された後、伊勢崎線沿線は東武バスセントラル、東上線沿線は東武バスウエストにより運行されている。
2002年に道路運送法の規制緩和を受けて、越谷市から南部の東部地域で多数の新規路線が参入し、つくばエクスプレスの開業に伴い路線網が再編された。メートー観光、タローズバス、マイスカイ交通、グローバル交通、京成タウンバス、京成バスが武蔵野線沿線とつくばエクスプレス沿線で運行されている。
平日の終電後に運転される深夜急行バスは、大宮駅のほか都内の池袋駅、上野駅、東京駅などを発車して県南部の主要駅へ向かう路線が多数運行されている。
大宮駅バスターミナル・さいたま新都心バスターミナルを発着の中心として、各地方への高速バス・長距離バスや、羽田空港・成田空港に直結する空港連絡バスも多数運行されている（ONライナー号など）。なお、現在は構想段階だが、大型バスターミナル「バスタ大宮（仮称）」を整備する構想があると2021年に報道されている。

### 道路
県の南部を東京外環自動車道が横断し、東から順に三郷ジャンクションで常磐自動車道、川口ジャンクションで東北自動車道、大泉ジャンクション（東京都に所在）で関越自動車道に接続する。常磐自動車道は首都高速6号三郷線、東北自動車道は首都高速川口線と接続する。関越自動車道は首都高速道路に接続せず、美女木ジャンクションで首都高速5号池袋線と首都高速埼玉大宮線が接続し、首都高速埼玉大宮線は与野ジャンクションで首都高速埼玉新都心線に直通する。首都高速埼玉大宮線は与野ジャンクション以北の延伸が決まっており、新大宮上尾道路として首都高速道路株式会社により上尾市内まで事業中である。利根地域から県の西部にかけて首都圏中央連絡自動車道が横断し、東から順に久喜白岡ジャンクションで東北自動車道、鶴ヶ島ジャンクションで関越自動車道と接続する。
首都高速6号三郷線の八潮パーキングエリアはつくばエクスプレスの八潮駅に近接しており、パーキングエリアを出場して鉄道路線への乗り継ぎができる。首都高速川口線の川口パーキングエリアは赤山歴史自然公園と隣接しており、首都高で初めてのハイウェイオアシスとして整備された。東北自動車道の蓮田サービスエリアと関越自動車道の高坂サービスエリアは共に下り線最初のサービスエリアであり、上り線最後のサービスエリアでもある。
県内の一般国道のうち、東部を縦断する国道4号、県央を横断して首都圏を環状に結ぶ国道16号（東京環状）、県央を縦断する国道17号（中山道）と東京外環自動車道に並走する国道298号は全区間が指定区間（直轄国道）であり、国土交通省関東地方整備局の大宮国道事務所及び北首都国道事務所が道路を管理している。指定区間外の国道（補助国道）と県道は県が管理しているが、政令指定都市のさいたま市にある指定区間外の国道と県道はさいたま市が管理している。埼玉県内で完結する国道は越谷市から入間市までを結ぶ国道463号のみであり、それ以外の国道はすべて県境を跨る。
東北自動車道と並走する区間を有する国道122号は、県道3号さいたま栗橋線との立体交差部を除いて県内全線が4車線となっている。上り線（蓮田方面）は蓮田岩槻バイパスの起点で2クランク状態で下り線（川口方面）側に入って片側1車線となる区間があったために慢性的な渋滞が発生していたが、2024年9月30日23時に上り線が開通してクランク状態が解消された。その後、片側2車線にするため区画線等の道路施設が改修され、2025年3月12日に4車線となった。国道125号は利根地域を横断し、国道122号と重複する区間にイオンモール羽生が近接する。山梨県との県境を跨る国道140号は雁坂峠を越える秩父往還がそのまま国道になったものであり、指定当初から点線国道だったが、1998年に雁坂トンネル有料道路が開通して自動車での往来が可能となった。全長6,625mの雁坂トンネルは、一般国道で最長の山岳トンネルである。
西部を縦断する国道254号は指定区間外の国道ではあるが、関越自動車道を補完する国道であり、県内でも指定区間の国道と匹敵する幹線道路となっている。国道354号は群馬県から茨城県までを結ぶ全長199.6 kmの路線であるが、県内区間は加須市内の7.8 kmのみである。
- 一般国道
  - 国道4号
  - 国道16号
  - 国道17号
  - 国道122号
  - 国道125号
  - 国道140号
  - 国道254号
  - 国道298号
  - 国道299号
  - 国道354号
  - 国道407号
  - 国道462号
  - 国道463号

### ヘリコプター
埼玉県内に民間空港はないが、桶川市にはヘリポートがある。
- 本田航空
  - ホンダエアポート
- 雄飛航空
  - 成田ヘリ・エクスプレス（運航休止中）

## 文化

### 方言
1908年（明治41年）の国語調査委員会報告以来、関東地方において京阪式アクセントに似たアクセントの使用地域（主として旧葛飾郡域にて）として注目を集めたが、退潮が著しく高年層の発話に聞かれるだけになっている。他はほぼ全域にわたって東京式アクセントによる東部方言の西関東方言が用いられる。東京に近い上に県外からの転入者が多いことから共通語の影響が強く、西関東方言も衰退しいわゆる「首都圏方言」が使われているところも多い。

### 食文化
郷土料理
ご当地グルメ
- 深谷ねぎ（深谷市）

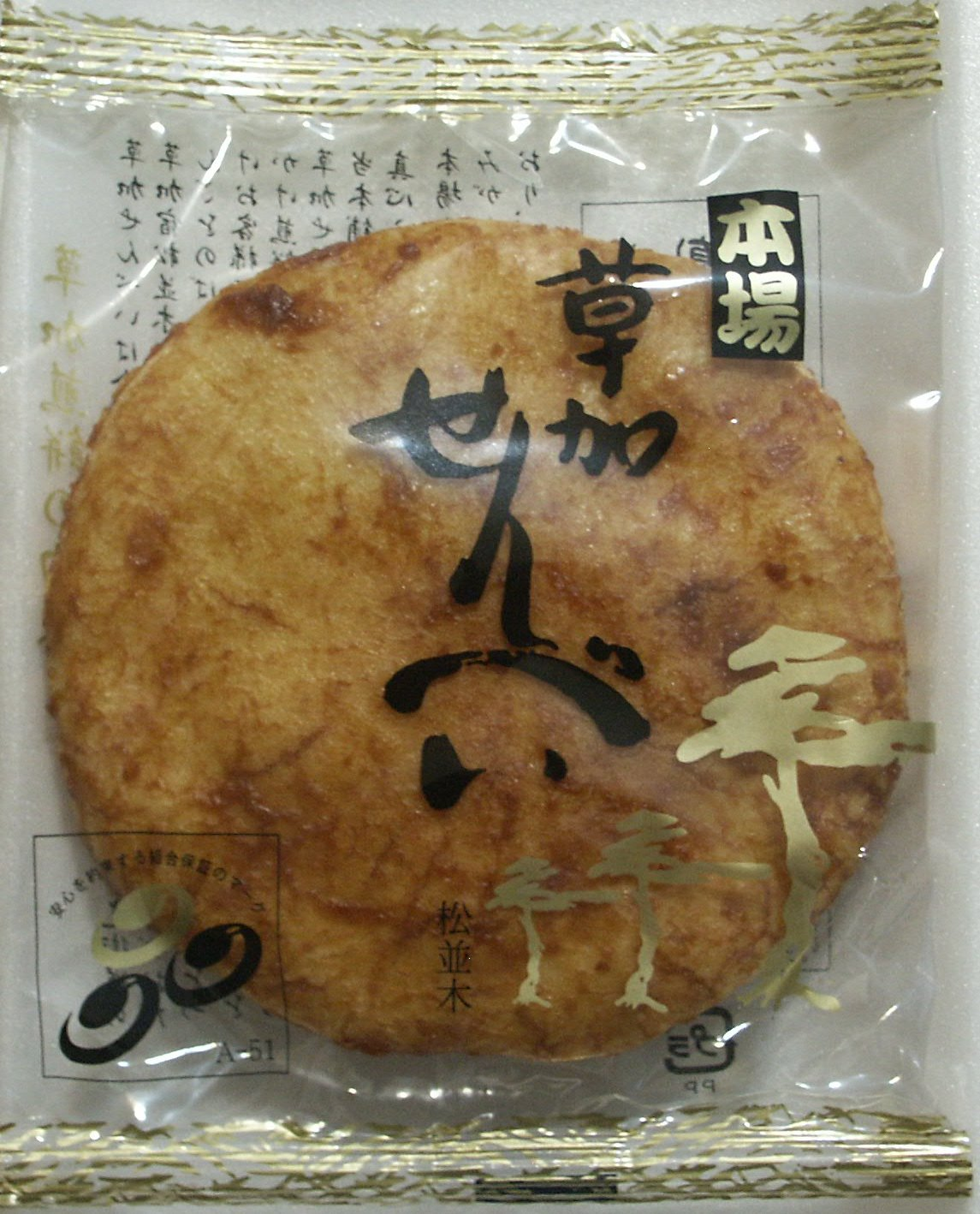
草加煎餅（小分け包装例）

- 草加煎餅（草加市）※文化庁認定の100年フード
- さつまいも料理・芋菓子（芋羊羹・芋せんべいなど）（川越市）
- 五家宝（熊谷市・加須市）※文化庁認定の100年フード
- 狭山茶（入間市・所沢市・狭山市ほか）※文化庁認定の100年フード
- 阿左美冷蔵天然かき氷（秩父郡長瀞町）
- 忠七めし（比企郡小川町） - 日本五大名飯の一つ
- 武蔵野うどん（入間郡）※文化庁認定の100年フード（認定名称は「武蔵野地域のうどん文化」）
- 加須うどん（加須市）
- 呉汁うどん（比企郡川島町）
- 秩父そば（秩父市、秩父郡）
- おっきりこみ（秩父市、秩父郡）- 平めんの煮込みうどん
- 蒲焼（さいたま市浦和区、川越市ほか）
- 行田のフライ（行田市）※文化庁認定の100年フード（認定名称は「フライ・ゼリーフライ」）
- ゼリーフライ（行田市）※同上（「行田のフライ」と一括で認定）
- 東松山やきとり（東松山市） - 豚カシラ肉の焼き鳥風串焼き（店独自の味噌で食す）

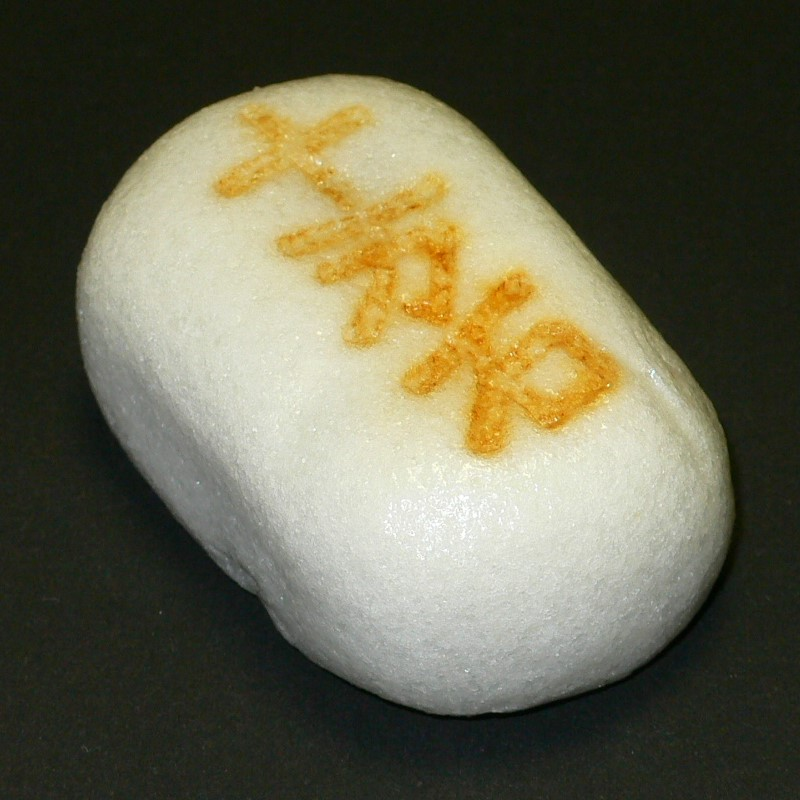
十万石まんじゅう

- 十万石まんじゅう（行田市） - 棟方志功考案の「うまい、うますぎる」のキャッチコピーと挿絵パッケージ。
- 煮ぼうとう（深谷市）※文化庁認定の100年フード
- 鰻料理（さいたま市浦和区、川越市）
- 鯰料理（吉川市）
- 鮎料理・鮎飯（大里郡寄居町）
- 秩父味噌・秩父おなめ（秩父市、秩父郡）
- 秩父酒造 - 秩父ワイン、秩父錦、武甲正宗など
- 塩あんびん（加須市、久喜市などの利根地域）
- 四里餅（飯能市）
- 袋屋すまんじゅう（秩父郡長瀞町）
- いがまんじゅう（鴻巣市、加須市、久喜市などの利根地域） - 農林水産省主催の郷土料理百選
- ガリガリ君（深谷市）
- ねぎ味噌せんべい（さいたま市中央区）
- かてめし（比企郡、入間郡）※ふるさとおにぎり百選
- 小江戸ビール（川越市）※芋を原料にした世界初の地ビール

### 伝統工芸品
経済産業大臣指定伝統的工芸品
- 春日部桐箪笥（木工品、1979年）
- 江戸木目込人形（人形、1978年）
- 岩槻人形（人形、2007年）

伝統工芸品
民芸品
- 雛人形（さいたま市岩槻区、鴻巣市、越谷市）
- 和紙（比企郡小川町、秩父郡東秩父村）
- 植木（川口市安行）旧北足立郡安行村
- 絹織物（秩父市）※秩父銘仙
- 鯉のぼり（加須市）
- 鋳物（川口市）
- 瓦（深谷市）
- 行田足袋（行田市）※江戸期から足袋が製造されている。日本国内の8割が行田から出荷されている。
- だるま（越谷市）
- 桐箪笥（春日部市周辺、川越市）
- 桐箱（春日部市、越谷市、南埼玉郡宮代町、さいたま市岩槻区）
- 麦藁帽子（春日部市）※農家の副業で作られている。日本国内で数少ない生産地である。
- 押絵羽子板（春日部市）
- 凧（春日部市西宝珠花←旧北葛飾郡庄和町）
- 盆栽（さいたま市北区盆栽町）
- 竹箒（ふじみ野市←旧入間郡大井町）
- スリッパ（行田市←旧北埼玉郡南河原村）
- 和竿（川口市）

### 日本一
- 市の数（40市）[275] - さいたま市成立の2001年5月1日以前は43市
- 川幅（荒川） - 2,537 m[276]
- 人口密度の高さ（蕨市・2020年）[277][注釈 12]
- 転入超過率（転入者数 - 転出者数／総人口、2022年）[278]
- 月間平均実労働時間数（男） - 186時間（2022年）[279]
- 年間消費額 - 412万9,107円（さいたま市・2023年）[280]
- 実収入（二人以上の世帯のうち勤労者世帯） - 80万4,800円（1世帯当たり1か月間・2022年）[281]
- 世帯主収入（二人以上の世帯のうち勤労者世帯） - 62万5,300円（1世帯当たり1か月間・2022年）[281]
- トマト消費額（さいたま市・2023年）[280]
- ケーキ消費額（さいたま市・2023年）[280]
- 菓子類消費額 - 11万5,215円（さいたま市・2023年）[280]
- 被服および履物消費額 - 17万892円（さいたま市・2023年）[280]
- 理美容用品 - 7万5,464円（さいたま市・2023年）[280]
- 教育費割合（対消費支出・二人以上の世帯） - 8.6％（2022年）[282]
- 道路実延長（総面積1 km2当たり） - 12.45 km（2021年）[283]
- 節句人形・雛人形の出荷額 （2021年[284]、主な生産地：さいたま市岩槻区、鴻巣市、越谷市）
- 円墳の大きさ - 行田市の丸墓山古墳[285]
- 鯉のぼりの生産量（主な生産地：加須市[286]）
- アイスクリーム出荷額（2021年[284]、主な生産地：深谷市）
- パスタの消費量 - 4,217g（さいたま市・2021年〜2023年平均[287]）
- 里芋の収穫量・出荷量（2022年）[284]
- 足袋の生産量（主な生産地：行田市[288]）
- 中華麺出荷額（2021年[284]）
- 医薬品製剤出荷額（2019年）[276]
- 化粧水出荷額（2019年）[276]
- 国内最大規模のショッピングセンター - 越谷市のイオンレイクタウン[289]
- 世界最大級の放水路施設 - 春日部市の首都圏外郭放水路[276]
- 自主防犯活動グループの団体数 - 6,035団体（2021年12月）[276]
- ケヤキ並木の長さ（約17 km。国道463号の北浦和駅入口交差点（さいたま市浦和区）から西新井町交差点（所沢市））[注釈 13][290]

## スポーツ
サッカー
- Jリーグ ※いずれもさいたま市を本拠地とする。
  - 浦和レッドダイヤモンズ
  - RB大宮アルディージャ
- WEリーグ
  - 三菱重工浦和レッズレディース（さいたま市）
  - 大宮アルディージャVENTUS（さいたま市）
  - ちふれASエルフェン埼玉（狭山市）

野球
- プロ野球
  - 1軍および2軍
    - 埼玉西武ライオンズ（所沢市）

  - 2軍
    - 東京ヤクルトスワローズ（戸田市）
    - 千葉ロッテマリーンズ（さいたま市）

  - ベースボール・チャレンジ・リーグ
    - 埼玉武蔵ヒートベアーズ（熊谷市）
- 社会人野球
  - 日本通運（さいたま市）

ラグビー
- ジャパンラグビーリーグワン（リーグワン・ディビジョン1）
  - 埼玉パナソニックワイルドナイツ（埼玉県全域をホストエリアとしているが、熊谷市を中心活動地域としている。なお、セカンダリーホストエリアは群馬県太田市である）
- ジャパンラグビートップリーグ（トップイースト-A）
  - セコムラガッツ（狭山市）
- 女子7人制ラグビー
  - アルカス熊谷（熊谷市）

バレーボール
- Vリーグ（V2リーグ・男子）
  - 埼玉アザレア（川越市）
- Vリーグ（V1リーグ・女子）
  - 埼玉上尾メディックス（上尾市）

バスケットボール
- B.LEAGUE・B1 東地区
  - 越谷アルファーズ（越谷市）
- B3.LEAGUE
  - さいたまブロンコス（所沢市・さいたま市）

ハンドボール
- 日本ハンドボールリーグ・男子1部
  - 大崎オーソル（入間郡三芳町）

卓球
- Tリーグ（Tプレミアリーグ・男子） 
  - T.T彩たま（埼玉県全域をホームタウンとしているが、さいたま市を中心活動地域としている。仮称は「チームさいたま」）

ロードレース
- エキップアサダ
- さいたま佐渡サンブレイブ （旧称は「さいたまディレーブ」）
- チーム ブリヂストン サイクリング

相撲部屋
- 雷部屋（さいたま市中央区 旧「入間川部屋」を継承）
- 追手風部屋（草加市）
- 湊部屋（川口市）

ボクシングジム
- 小熊ボクシングジム（川越市）
- 熊谷コサカボクシングジム（熊谷市）
- 鴻巣茂野ボクシングジム（鴻巣市）
- 五代ボクシングスポーツジム（所沢市）
- 新日本大宮ジム（さいたま市）
- スパイダー根本ボクシングジム（川口市）
- 草加有沢ボクシングジム（草加市）
- 多寿満ジム（狭山市）
- タムラジム（坂戸市）
- DANGAN越谷ボクシングジム（越谷市）
- 本庄ジム（本庄市）
- 本望ボクシングジム（さいたま市）
- ラウンドボクシングスクール（さいたま市）
- REBOOT.IBAジム（ふじみ野市）

プロレス団体
- アイスリボン（蕨市）

### 公営競技
国内で埼玉県と福岡県のみ公営競技4種である競馬（地方競馬）、競輪、競艇（ボートレース）、オートレースの全ての競技場が揃う。
- 競馬：浦和競馬場
- 競輪：大宮競輪場、西武園競輪場
- 競艇：戸田競艇場（ボートレース戸田）
- オートレース：川口オートレース場

## 観光・史跡
- ユネスコ無形文化遺産
  - 秩父祭の屋台行事と神楽
  - 川越氷川祭の山車行事
- 国宝
  - 歓喜院聖天堂
  - 武蔵埼玉稲荷山古墳出土品（日本国（文化庁）所有、埼玉県立さきたま史跡の博物館保管）
  - 太刀 銘備前国長船住左兵衛尉景光 作者進士三郎景政 嘉暦二二年（=四年）已巳七月日（埼玉県立歴史と民俗の博物館）
  - 短刀 銘備州長船住景光 元亨三年三月日（埼玉県立歴史と民俗の博物館）
  - 法華経一品経・阿弥陀経・般若心経（慈光寺）

- 重要伝統的建造物群保存地区
  - 川越（川越市）
- その他
  - 長瀞渓谷
  - 吉見百穴
  - 鉄道博物館（さいたま市大宮区）
  - ところざわサクラタウン（所沢市）
  - 角川武蔵野ミュージアム（所沢市）
  - ベルーナドーム（所沢市）

国の重要文化財については関東地方の重要文化財一覧、関東地方にある建造物の重要文化財一覧を参照。
国の登録有形文化財についてはCategory:埼玉県の登録有形文化財、県指定文化財については埼玉県指定文化財一覧を参照。
「らき☆すた」、「あの花」など多くの人気漫画・アニメの舞台となったことから、観光振興としてアニメ・漫画の活用に力を入れており、2013年に第1回「アニ玉祭」が開催され、2014年には第1回「埼玉県アニメの聖地化プロジェクト会議」を開催、2015年にはさいたま市ニュービジネス大賞の受賞作「浦和の調ちゃん」を放映し、2022年に続編の「むさしの!」を放映している。

## 対外関係
埼玉県は以下の地域と友好関係にある。
| 国・名称                           | 年   |
| ---------------------------------- | ---- |
| メキシコ・メヒコ州                 | 1979 |
| 中華人民共和国・山西省             | 1982 |
| オーストラリア・クイーンズランド州 | 1984 |
| アメリカ・オハイオ州               | 1990 |
| ドイツ・ブランデンブルク州         | 1998 |

## 人物

### 埼玉県民栄誉章（さきたまグランプリ）
受賞者・団体の一覧。ほか県の表彰に彩の国功労賞や渋沢栄一賞、本多静六賞、埼玉県荻野吟子賞（旧称は「さいたま輝き荻野吟子賞」）、塙保己一賞がある。
- 1986年（昭和61年）11月14日 - 西武ライオンズ（プロ野球日本シリーズ優勝、所沢市が本拠地。）
- 1987年（昭和62年）11月14日 - 高田誠（浦和画家、日本芸術院会員、浦和市（現さいたま市）出身）
- 1988年（昭和63年）7月5日 - 田部井淳子（エベレストに女性として世界初登頂、川越市居住）
- 1991年（平成3年）1月29日 - ホンダF1プロジェクトチーム（F1グランプリレース5年連続製造部門チャンピオン、和光市の本田技術研究所）
- 1992年（平成4年）3月7日 - 井上純一（アルベールビルオリンピック銅メダル、秩父市出身）
- 1992年（平成4年）8月19日 - 木場良平（バルセロナオリンピック銅メダル、朝霞市の自衛隊体育学校）
- 1992年（平成4年）8月19日 - 溝口紀子（バルセロナオリンピック銀メダル、埼玉大学出身）
- 1995年（平成7年）11月14日 - 丸木位里、丸木俊夫妻（原爆の図丸木美術館を設立、浦和市・東松山市に居住）
- 1996年（平成8年）2月23日 - 若田光一（エンデバー搭乗、大宮市（現さいたま市）出身、埼玉県立浦和高等学校出身）
- 1996年（平成8年）11月14日 - 南浩一（アトランタパラリンピック銅メダル、所沢市居住）
- 1996年（平成8年）11月14日 - 牛窪多喜男（アトランタパラリンピック金メダル、川越市居住）
- 2003年（平成15年）4月22日 - 宮崎駿（「千と千尋の神隠し」でアカデミー長編アニメ映画賞受賞、所沢市在住）
- 2007年（平成19年）12月6日 - 浦和レッズ（AFCチャンピオンズリーグ2007優勝、さいたま市が本拠地）
- 2009年（平成21年）3月20日 - 本木雅弘（主演した「おくりびと」がアカデミー外国語映画賞受賞、桶川市出身、浦和学院高等学校出身）
- 2009年（平成21年）10月18日 - 蜷川幸雄（演出家、川口市出身）
- 2015年（平成27年）9月8日 - 佐々木則夫（サッカー日本女子代表監督として2011年FIFA女子W杯ドイツ大会優勝、川口市・さいたま市に居住）
- 2016年（平成28年）1月12日 - 梶田隆章（ノーベル物理学賞受賞者、東松山市出身、埼玉県立川越高等学校出身、埼玉大学出身）
- 2016年（平成28年）2月18日 - 大村智（ノーベル生理学・医学賞受賞者、一時浦和区居住）